# 鯨ひげ

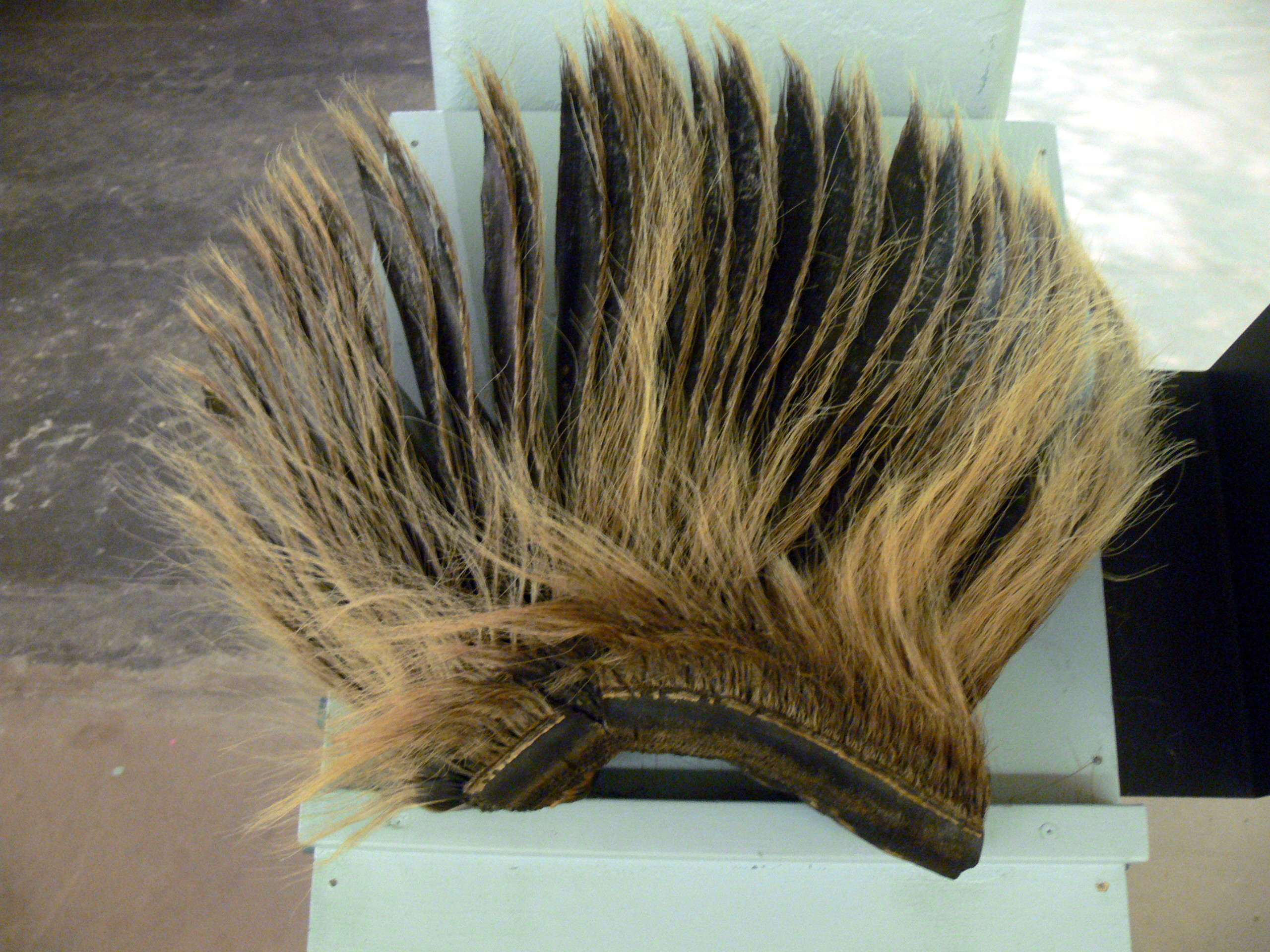
ザトウクジラのクジラヒゲ

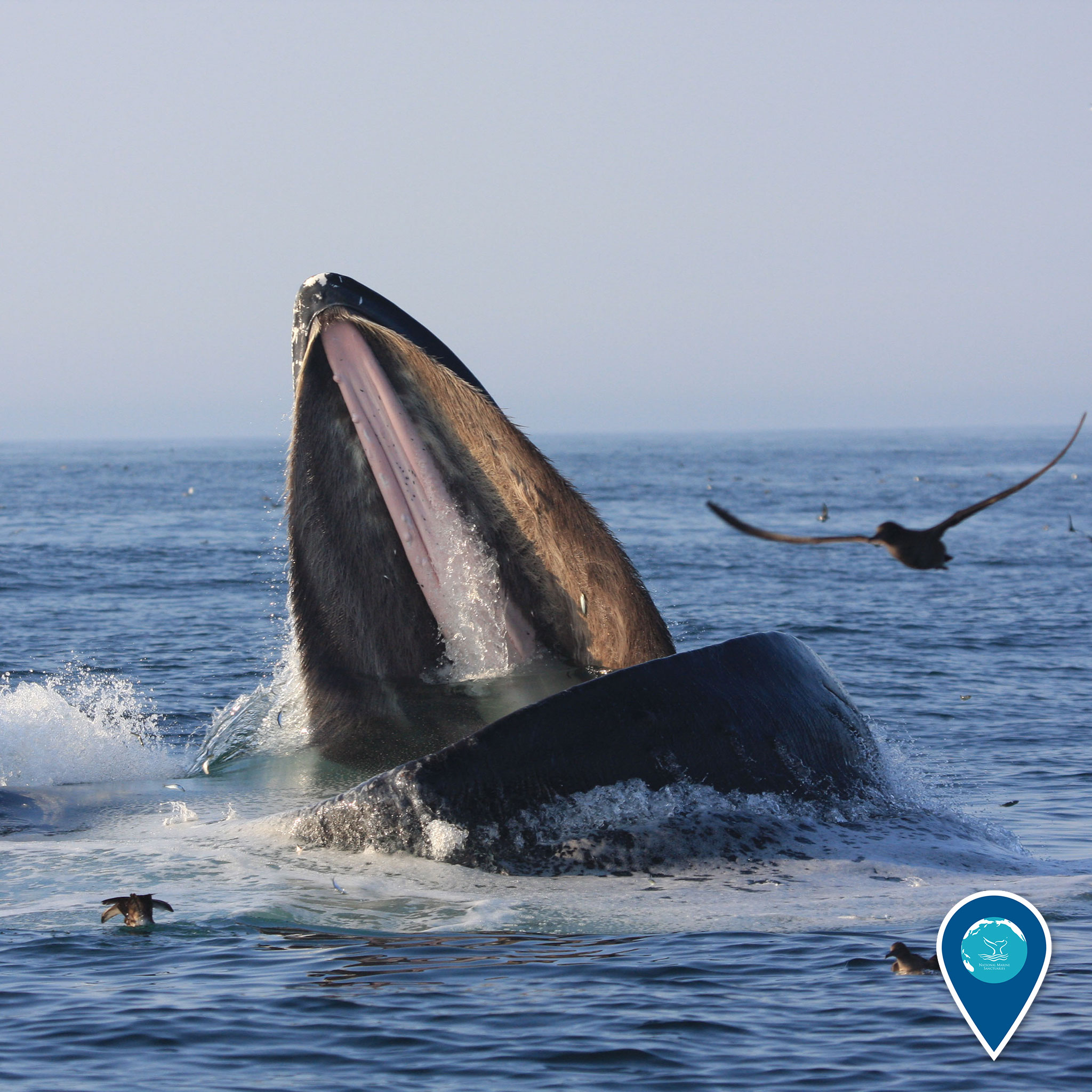
ザトウクジラ口蓋。ピンク色の口蓋中央粘膜部の左右に並ぶ繊維房がクジラヒゲ列

クジラヒゲ（鯨鬚、鯨ひげ、くじらひげ、クジラひげ、英: baleen）は、ヒゲクジラ類が濾過摂食のために発達させた摂食器官。ヒゲクジラ類の口蓋から垂下し、餌生物を海水から濾し取る役割を持つ。濾過摂食を進化させた脊椎動物は他の系統にも存在するが、それらの摂食器官と比べても非常に独特な器官となっている。

## 概要
口蓋の右側と左側それぞれに数百枚の板が櫛の歯のように細い隙間を空けてぶら下がる。平板状の構造をもつ個々の板はヒゲ板（ひげ板、鬚板：baleen plate）とも呼称される。爪や毛と同様にケラチン質の器官であり、他のケラチン質組織と比べて鉱物化の度合が大きい。英語の別称 "whalebone" に反して、あくまで硬化した皮膚であり実際の骨ではない。
一般には陸生哺乳類の口蓋にある褶（横口蓋褶）から変化したものであるとされていたが、組織学・発生学的観点からそれについては異論が挙げられている（#組織的起源参照）。摩耗によって先端がすり減り続けるが、それとほぼ同じ速度で生涯にわたって成長を続けるため（成長率：10 ～ 20 cm/年）、全体の長さは維持される。現生では歯を失ったヒゲクジラ類において歯の代わりとなる重要な摂食器官となっており、何らかの病気や事故でクジラヒゲに大きな損失・損傷が発生すると、栄養摂取に重大な問題が引き起こされる。
その素材としての柔軟性や弾性から、その材質としての特異性を必要とする様々な分野で人間に利用されていたが、プラスチック素材の台頭と共に取って代わられていった。

## 外観

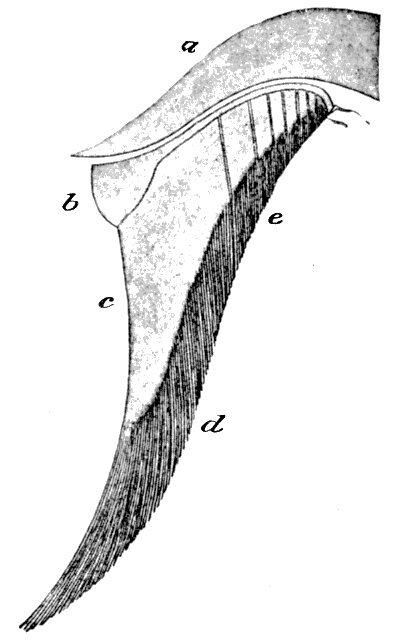
ナガスクジラ属上顎片側の横断面（右:舌側、左:唇側）a. 顎骨、b. 歯肉、c. ヒゲ板外側縁、d. 主板先端剛毛、e. 副板剛毛

1枚（1単位）のヒゲ板のプレート全体はおおまかにいうと不等辺三角形の形状をしている。最短辺で口蓋に接続し、2番目に長い辺は唇側（口腔において唇の側、つまり外に向いた側）に向かい滑らかな外縁をもつ。最長辺は舌側（口腔の舌の側：内側）で、剛毛 (bristle) が房 (fringe) となってその内縁を縁取っている。剛毛は後述の細管がほつれて遊離したものであり、剛毛遊離部以外は被覆層によって覆われている。最も唇側（外側）に1単位の大部分を構成する主板が位置し、そこから内側に副板が数枚続いて列を作る。1単位の三角形のほとんどは主板によって占められ、副板は主板よりはるかに小さくて細いリボン状の板である。副板は小さいながらも先端に剛毛をそなえ、さらに内側へとその大きさを減じながら並び、最終的には口蓋から直接剛毛が生えてくる。プレート全体が成長するに伴い、主板と隣接する副板の被覆層が共有化されることにより最も近い副板が主板に取りこまれて主板の最内側となり、次の副板がその後また取りこまれる。
その1単位が前後に数百枚並び、前後のプレート間にできる細裂を覆う内縁の剛毛房が濾過のための構造となる。そのプレートの列が左右それぞれに位置し、全体としての濾過摂食器官を形成する。前後に並ぶ中で最大のプレートはほぼ中央に位置し、そこから前方/後方に向かうにつれ大きさが減少する。左右のクジラヒゲ列は前方に向かうにつれ互いに近づいていくが、セミクジラ類やコククジラでは最前方でも分かれた状態である一方、ナガスクジラ類は前端で1つに収束する。

## 種による差異

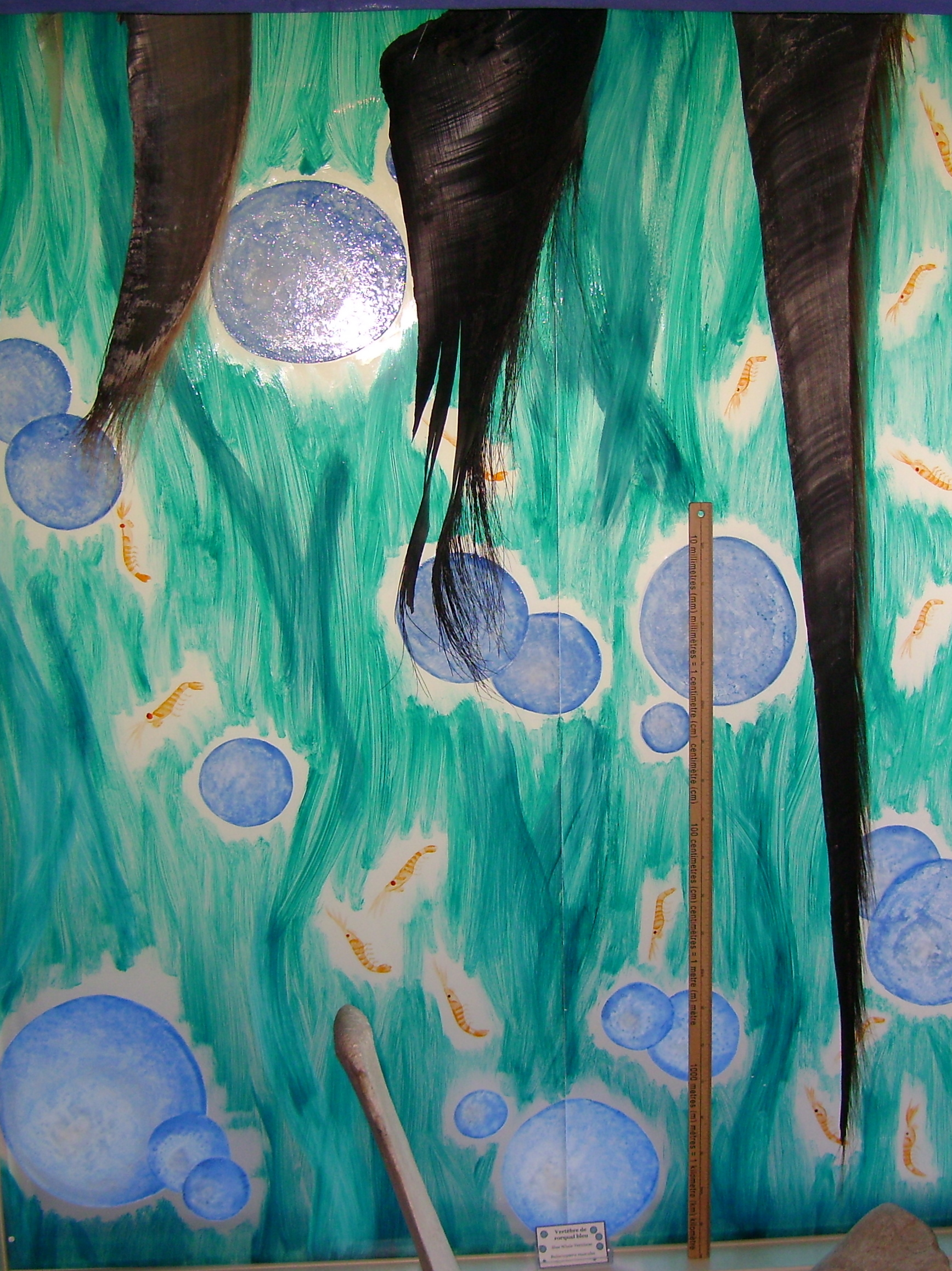
4種のクジラヒゲ。左から、ミンククジラ、ナガスクジラ、シロナガスクジラ、タイセイヨウセミクジラ

クジラヒゲの数・配置・形状は、種によって異なり、これはそれぞれの種の食性を反映した側面がある。

### 枚数
クジラヒゲの枚数は、種による変異だけでなく、同種の中でも個体差がある。おおむね体格が大きくなれば枚数も多くなる。ただし、枚数は口部の形態や各ヒゲ板・房の特徴ほどには捕食する餌生物との関連性は大きくない。
片側1列の数で見ると、セミクジラ科は 220 - 260枚、ナガスクジラ科では 250 - 400枚であり、この科の中では体長に応じてシロナガスクジラが最多（300 - 400枚）で、ミンククジラが最少（260 - 300枚）となる。コククジラ科は 130 - 180枚でこの中では最も少なくナガスクジラ科の半分にしかならない。セミクジラ科とコククジラ科でナガスクジラ科よりも数が少ないのは、一部にはこの2科は上顎先端部にクジラヒゲをもたないことに起因し、コククジラ科のヒゲ板数がさらに少ない理由の一つはコククジラのヒゲ板が非常に厚いことにあると考えられている。
上記のように、同種の中でもクジラヒゲの数には個体差がある。しかしシロナガスクジラでの観察では、同一個体ではヒゲ板の枚数は胎児としての発生で決定し、産まれたあとの成長でヒゲ板の数が増加することはない。

### 色

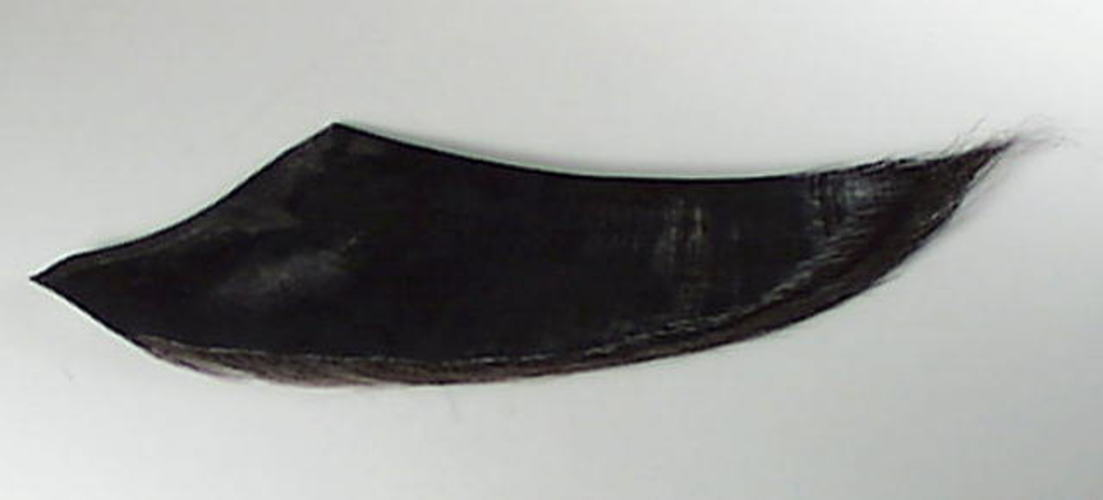
シロナガスクジラのヒゲ板：黒色

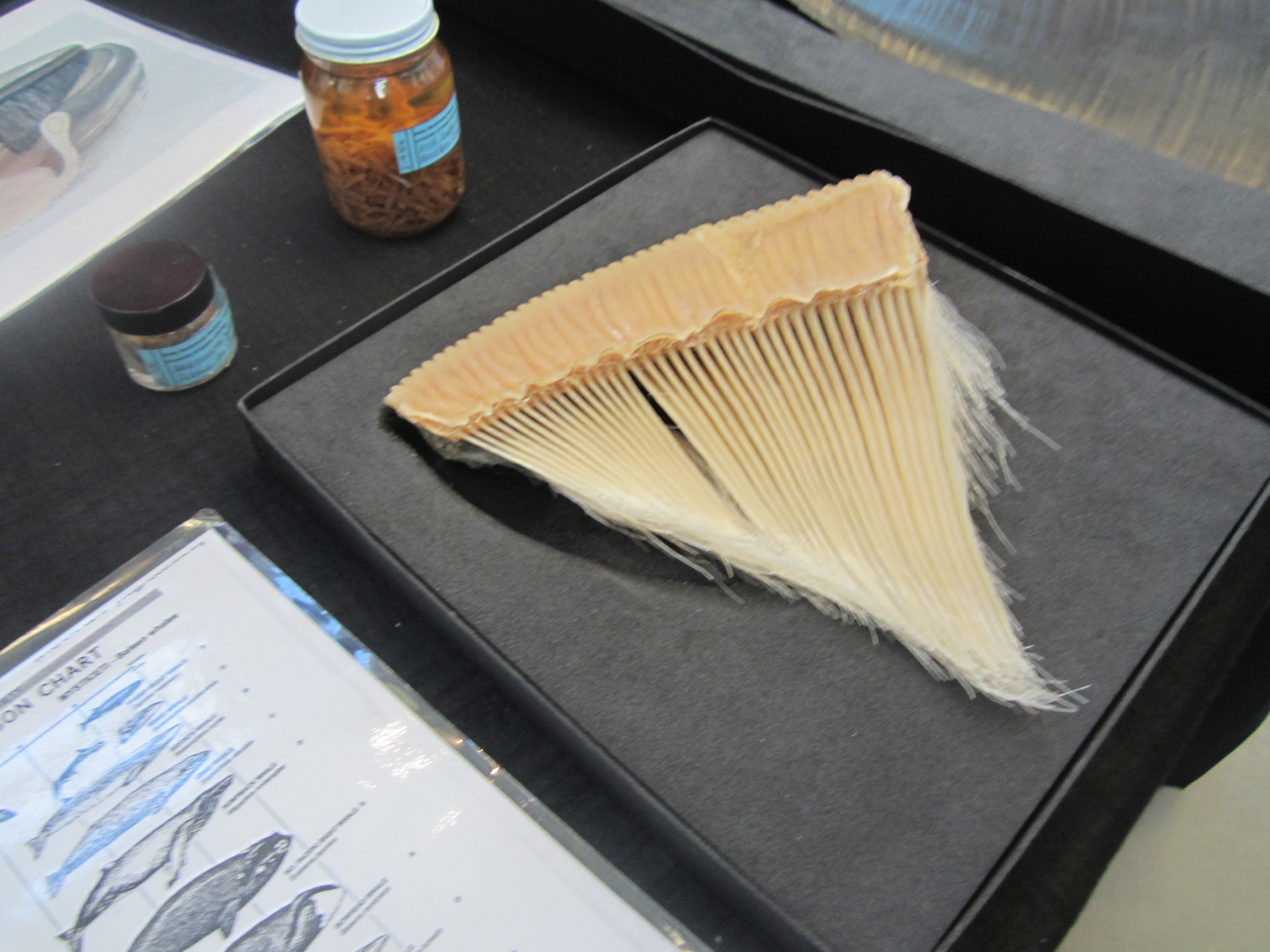
コククジラのヒゲ板：黄白色

シロナガスクジラで確認されている限りでは、クジラヒゲの細管細胞・ヒゲ板被覆層など上皮組織に多数の小さく褐色がかった色素粒子が存在する。シロナガスクジラのクジラヒゲ自体は黒色だが、クジラの種類によってもヒゲの色は変化する。
シロナガスクジラ以外では、セミクジラ・イワシクジラのクジラヒゲも黒色だが、セミクジラは内縁の剛毛もヒゲ板同様黒いのに対し、イワシクジラはヒゲ板が黒い一方で剛毛は白色である。
ニタリクジラはイワシクジラと外観が似ておりかつて同一視されていたことがその和名にも表れているが、クジラヒゲはかなり異なり、イワシクジラに比べてヒゲ板が短く剛毛が太いだけでなく、色も灰色をおびている。
コククジラやミンククジラではもっと色が薄く、黄白色や乳白色である。
ナガスクジラは下顎が左が黒く右が白いという非対称な外観をしているが、口内のヒゲ板も、右列前端から1/3まではヒゲ板も剛毛も白色、それ以外は緑がかった青灰色という非対称な色配置になっている。

### 形態
現生ヒゲクジラ類のクジラヒゲは大きく3つの型、セミクジラ型・ナガスクジラ型・コククジラ型に分類することができる。
セミクジラ型のクジラヒゲは非常に細長く、最長部で長さ 2.8 m にも達する。柔軟性があり房を構成する剛毛は細く濃密である。ナガスクジラ型のクジラヒゲはそれに比べて短く相対的な幅は大きくなり、弾力性が低く、房はそれほど細かくない。ナガスクジラ類の体長変異に応じてクジラヒゲ最大長も 40 cm（クロミンククジラ）から 110 cm（シロナガスクジラ）まで幅がある。コククジラ型のクジラヒゲはそれよりさらに短く、半弾性で、厚さも大きく、房も粗い。セミクジラのヒゲ板は乾燥状態でも柔軟性を失わないが、ナガスクジラ類のヒゲ板の柔軟性は乾燥標本にすると失われる。
クジラヒゲにおいて餌生物の選択性（すなわち濾過装置としての細かさ）は内縁の房を構成する剛毛の細さとその濃さに関係している。この中では、セミクジラ類が最も微細な組織からなる房を多数保持するのに対し、コククジラの房は非常に粗いと評されている。実際にコククジラの房の剛毛数は最も少なく、最多のセミクジラがプレート内縁長 1 cm あたり 45 - 55本の剛毛が遊離するのに対し、コククジラは同じく 1 cm あたり 11 - 14本しかない。同じように剛毛の直径でも最も細いセミクジラが直径 0.1-0.2 mm である一方で、コククジラは直径 1 mm 以上の剛毛を持つ最も太いグループに含まれる。ナガスクジラ類は、剛毛密度も剛毛径も他の2群の間の領域に渡って広がっている。ナガスクジラ類の中ではシロナガスクジラが最大剛毛径と最少密度をもち、それにナガスクジラ・ザトウクジラが続くなど一見すると体長と粗さとの相関がみえるようだが、例外的にイワシクジラはナガスクジラ科最小のミンククジラよりも細かいクジラヒゲを持ち、その剛毛径や密度はセミクジラ類の値が示す領域と重なる。ヒゲ板列の中でヒゲ板間空間がしめる容積は平均剛毛直径と有意に相関しており、空間容積が大きい（≒ヒゲ板が薄い）ほど剛毛は細い。シロナガスクジラ・ナガスクジラ・イワシクジラ・ミンククジラ・コククジラの5種で調べた結果では、最小空間容量/最大剛毛直径のコククジラからシロナガスクジラ・ナガスクジラ・ミンククジラの順に線形的に容量が増大かつ剛毛直径が減少していき、最大の空間容量と最小の剛毛直径を持つのはイワシクジラとなった。
これら3つの形態間の差異は後述の採餌様式の差に大きく依拠し、それを反映したものであると考えられる。

## ヒゲクジラの採餌様式
現生ヒゲクジラ類の採餌様式は、まず海底で行う底生採餌と海面で行う表層採餌に分けられ、表層採餌はさらに飲み込み型と濾し取り型に分けられる。大きく3種類に分類されるこれらの採餌様式は、前述のクジラヒゲの3つの型にほぼ対応する。

|          | 底生採餌 ：コククジラ類                                                                   |
|          |                                                                                           |
| 表層採餌 | \| \| 飲み込み型 ：ナガスクジラ類 \| \| \| \| \| \| 濾し取り型 ：セミクジラ類 \| \| \| \| |
|          | \| \| 飲み込み型 ：ナガスクジラ類 \| \| \| \| \| \| 濾し取り型 ：セミクジラ類 \| \| \| \| |
|          | 飲み込み型 ：ナガスクジラ類                                                               |
|          |                                                                                           |
|          | 濾し取り型 ：セミクジラ類                                                                 |
|          |                                                                                           |

|  | 飲み込み型 ：ナガスクジラ類 |
|  |                             |
|  | 濾し取り型 ：セミクジラ類   |
|  |                             |

### 底生採餌

コククジラ底生採餌模式図

沿岸域の海底で、海底表面や海底表層浅層の底生生物を採餌する様式。現生種でこれを主な採餌方法としているのはコククジラである。コククジラの場合、吻端で海底表面を鋤きあげて、巻き上げられた海底堆積物と海水ごと底生生物を口に含みながら海底に沿って泳ぐ。その後、砂泥を排出しながら浮上し、クジラヒゲで海水と堆積物から餌生物を濾し取って食べる。餌となる底生生物は、端脚類・等脚類・多毛類・軟体動物などである。

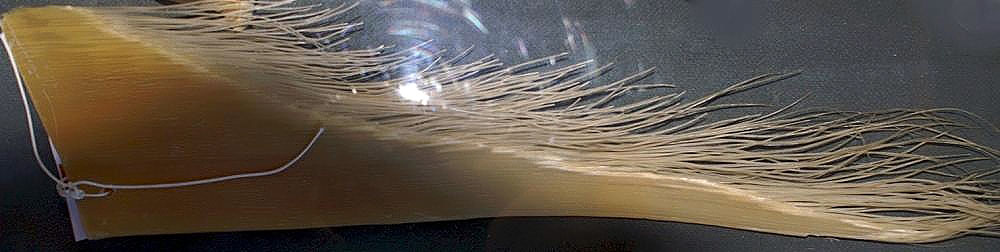
コククジラのヒゲ板

コククジラの採餌により海底が掘り起こされ、これが翌年も生物が豊富に発生する下地をつくっていると考える研究者もいる。コククジラのクジラヒゲが、他種と比べて分厚く、短く、弾性が小さく、剛毛の目が粗いという点は、このような堆積物ごとの濾過と強い水の流入に耐えるという特徴的な機能に対応したものだと考えられている。

### 飲み込み型

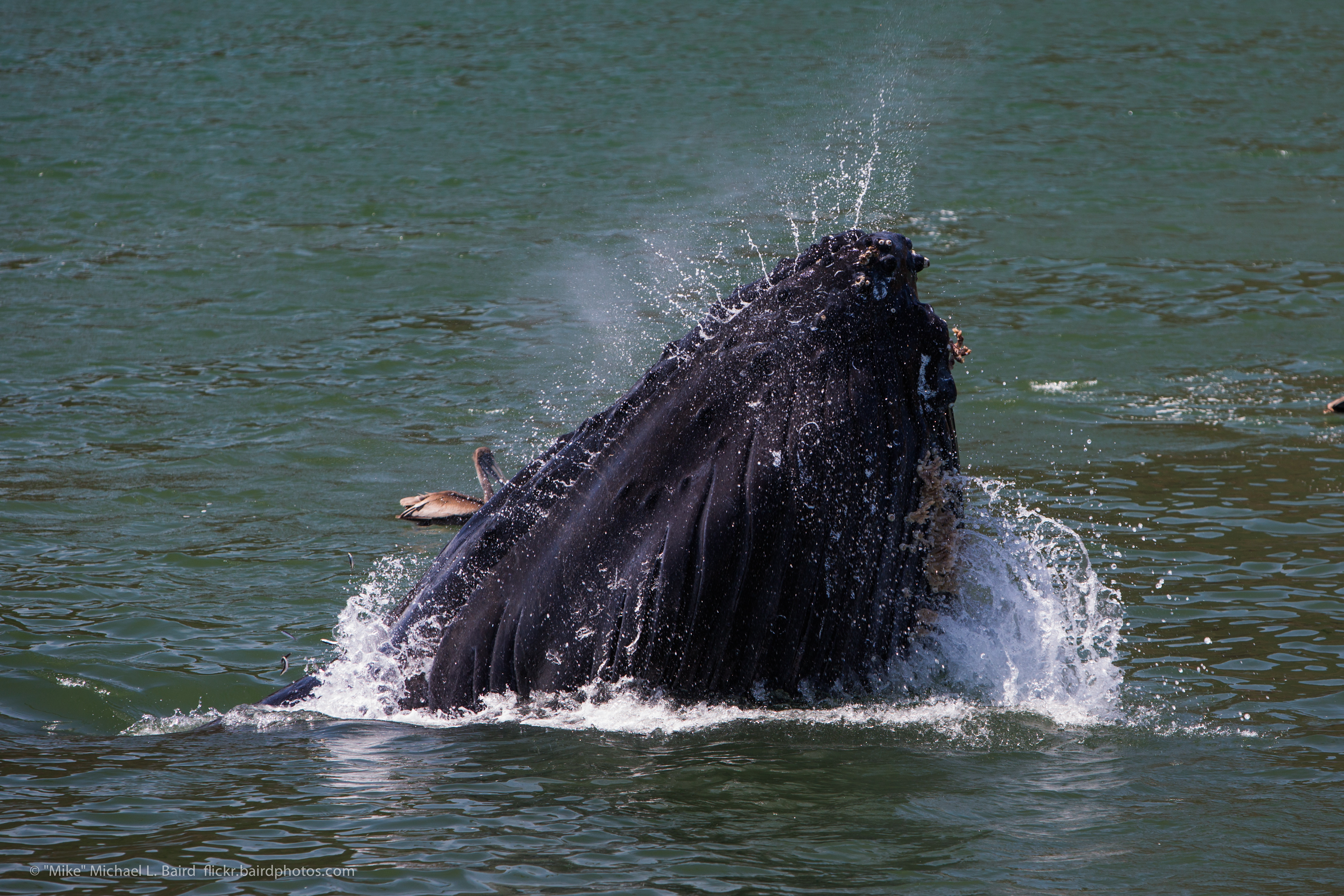
餌を海水ごと口一杯に頬ばった瞬間のザトウクジラ

一旦大量の水と共に餌生物を口腔内に含み、閉じた口唇の隙間から海水だけを排出して採餌する様式。ナガスクジラ類が主に行う。表層採餌であるため基本的に海底堆積物を口腔内に含むことはないが、口腔内に圧力をかけて排水するため後述の濾し取り型採餌に比べて短時間に大きな圧力がヒゲ板にかかる。
前述のようにナガスクジラ型のヒゲ板はセミクジラ型に対して外形に大きな差異があるが、より短く幅が広く硬いという特徴はそのような物理的条件に適した形質である。ナガスクジラ類ではヒゲ板の基部となる結合組織板が微かに湾曲し、萌出したヒゲ板も前方凸後方凹の緩いキャンバーをもったまま成長するが、これも排水時にヒゲ板にかかる大きな水圧に対する剛性を与えていることが解っている。ナガスクジラやシロナガスクジラなどでは一方向のキャンバーだけでなく、二方向に曲がる S 字型のキャンバーも見られる。いずれの例でも曲率は歯肉組織の Zwischensubstanz （組織学節参照）に埋没している部分で最大となるが、片持ち梁の場合最大曲げ応力は梁の基部で発生することから、曲率による剛性強化は応力分散材料特性を持つ Zwischensubstanz から板が突き出ている部分で最も効果的となる。なお、ヒゲ板断面の湾曲については構造強化以外にベンチュリ効果による流速調整の可能性も指摘されている。

### 濾し取り型

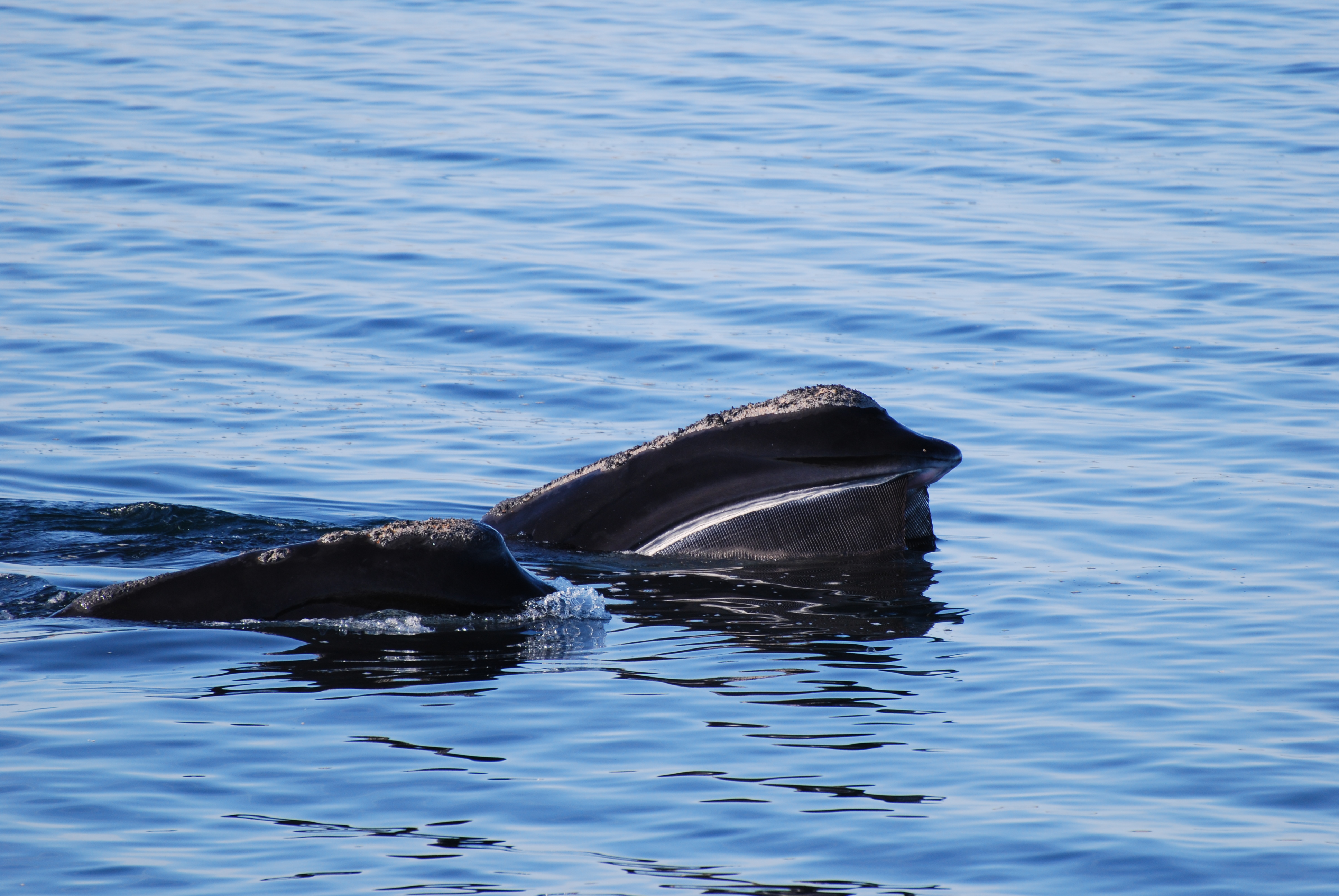
口を開けて海面を進むタイセイヨウセミクジラ

上下顎を開いた状態で海面表層を泳ぎ進み、口吻前方からの取水と口裂側面からの排水が同時に行われ、クジラヒゲによって口内に取り残された餌生物を採餌する。セミクジラ類に一般的にみられる様式である。飲み込み型と異なり、ヒゲ板にかかる圧力はクジラ自身の前進によるラム圧が基本となり、その圧力は飲み込み型の排水時ほど大きくはないが継続的に加わり続ける。
一般的に濾し取り型の濾過装置は目が細かく、濾過領域面積は大きい。セミクジラ型クジラヒゲの細く密な内縁剛毛は目の細かさに、他と比べても非常に長い長径は濾過面積の拡大に寄与し、クジラヒゲの高い弾性は継続的な荷重に対して機能する。

### 多様な摂食戦略
3種類の採餌様式は餌生物の移動能力の観点から見ると、ほとんど動かない生物を食べる底生採餌、大きく雲のように群がって動く生物を食べる濾し取り型、より敏捷で機敏に逃げまわる生物を捕食する飲み込み型、となる。魚類など遊泳力が大きい餌生物に対して、ナガスクジラ類では飲み込む前にあらかじめ餌生物の群を集約しておくために、餌生物の群のまわりを周回しながら近づく手法が取られる。さらにそれを発展させて、餌生物のまわりを周回する際に気泡を放出して逃げ場をなくす（バブルネット・フィーディング）などの行動を獲得させたものもいる。
セミクジラ型・ナガスクジラ型・コククジラ型各型のクジラヒゲは上記の各様式に最適化されているが、しかしこれは各グループがそれぞれの採餌様式のスペシャリストであることを意味しない。底生採餌を主とするコククジラでも海面で小型魚類やアミ類を採餌することが知られており、表層での濾し取り型採餌を常用するセミクジラも 8-12 分の潜水を伴う海面下での捕食がしばしば観察されている。飲み込み型採餌を行うと述べたナガスクジラ類でも、ザトウクジラやミンククジラは沿岸域で底生採餌をすることが胃内容物（底生魚・底生甲殻類・小石や土砂など）から示唆されている。
特にイワシクジラはクジラヒゲの形態節で述べたように、ナガスクジラ類の中では例外的な目の細かさの濾過装置をもっている。イワシクジラのヒゲ板内縁にある剛毛の細さと密度はセミクジラ類のそれと同じ範囲にあり、このことからもイワシクジラはナガスクジラ類ではあるが、飲み込み型以外に濾し取り型の採餌も行えることが推測できる。実際にイワシクジラの胃内容物からはカイアシ類などの浮遊性プランクトンと魚類が発見されており、イワシクジラの食性はかなり広範囲であることが知られている。
このように、クジラヒゲの型により各種で得意な採餌様式は異なるが、必ずしもその様式でないと採餌できないというものではなく、状況に応じて別の採餌様式や餌生物の選択を可能とする多様性を維持している種が多いことが示される。

## 組織学
ケラチン質構造を発達させた動物は多岐にわたるが、クジラヒゲは羽毛・センザンコウ鱗・洞角・蹄・亀甲など現存する動物の他の全てのケラチン構造と異なる独特の構造をもっている。ただし、クジラヒゲの板状の形状に対して塊状という大きな違いがあるものの、その細管構造についてステラーカイギュウの咀嚼板やサイの角との類似点が指摘されている。

### 基本的構成

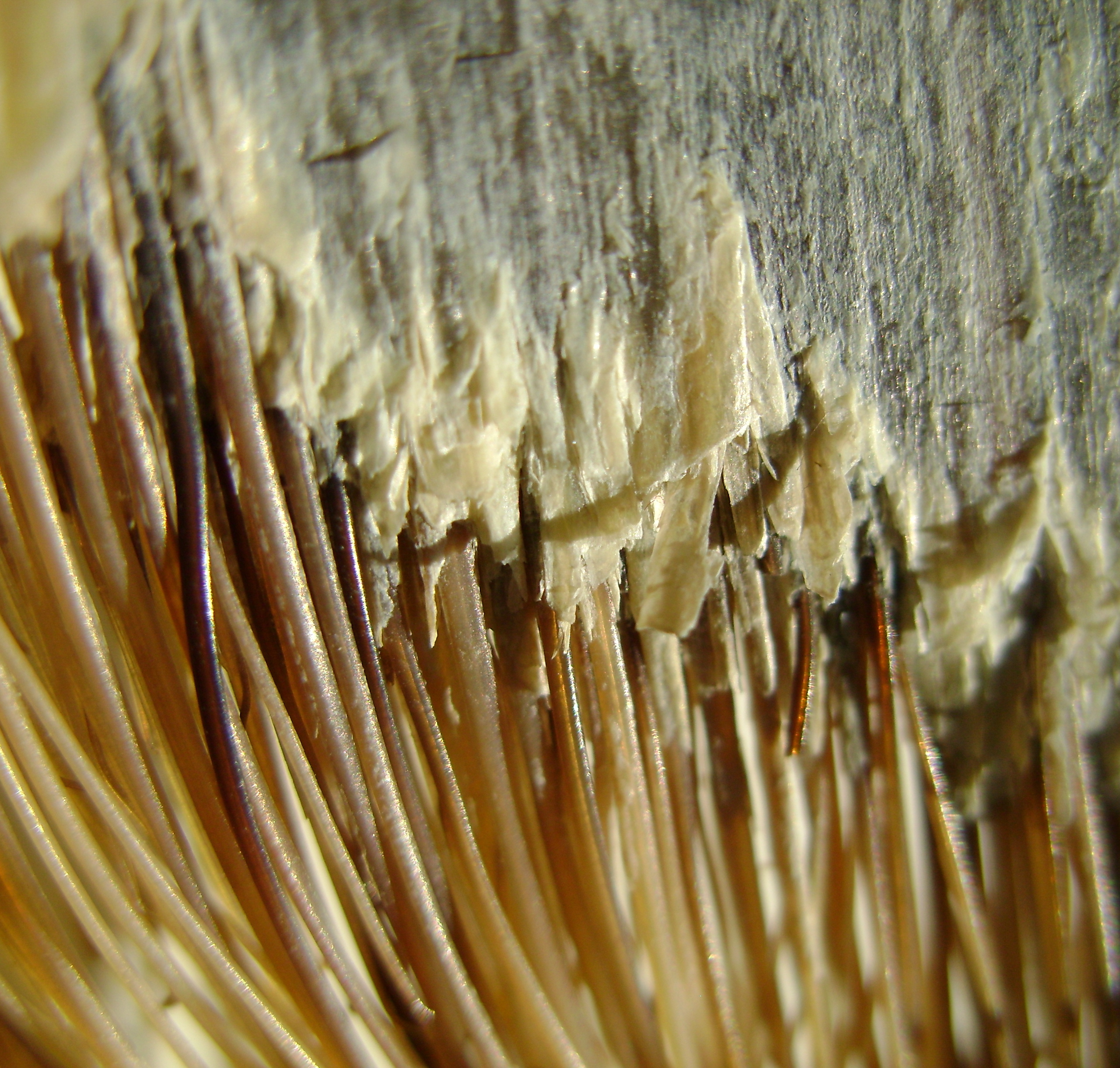
被覆層が摩耗して細管が剛毛として裸出している部分の拡大写真

ヒゲ板本体はその断面を観察すると、平行に伸びた細管 (tubule) が集まった細管層が両面から被覆層で挟まれた3層からなるサンドイッチ状の構造をもっている。細管層において個々の細管の間は、細管を構成する細胞とは異なり薄層化していない細胞（細管間細胞）で充填されている。口蓋との接続部では、両面の被覆層は中間に位置する細管層よりも長く伸びて口蓋結合組織内に陥入する。よって両被覆層の間に存在する結合組織は板状（結合組織板）になる。この結合組織板の先端（ヒゲ板に向かう側）では結合組織延長部が多数の繊維状乳頭に解体され、それぞれの乳頭 (papilla, pl.papillae) が細管に囲まれる。

#### 基部
ヒゲ板の基部は弾性を持ったゴムのような組織に埋没している。これは1883年に Tycho Tullberg によってドイツ語の文献中で Zwischensubstanz（ツヴィッシェンズプスタンツ、ドイツ語で「中間の物質」の意）と名付けられたが、英語化された適訳がないまま現在も英語文献中で Zwischensubstanz として言及される。これはそこから萌出するヒゲ板とは異なり物理的性質は等方性を示し、ナガスクジラから得られたサンプルでは3軸方向の平均ヤング率は 2.56 ± 0.60 MPa、0.5 Hz で圧縮されたときのヒステリシスは 44.4 ± 2.4% となっている。この弾性でヒゲ板から伝わる応力を吸収していると考えられており、もう一つの重要な役割はヒゲ板とヒゲ板の適切な間隔を維持しておくスペーサーであるとされている。Zwischensubstanz は上皮組織に由来し、発生節で述べる結合組織円錐上の乳頭から角質化した板への変化も Zwischensubstanz の中で行われる。

#### 細管層
細管層の細管は直径が 60-900 μm（ホッキョククジラの場合）で中空な管状の構造をとっている。管は角化された細胞が薄層（厚さ約1～3μm）になって中空部を同心円状に取り囲むことによって形成される。ほとんどの細管がそのままヒゲ板の端に達して剛毛を形成するが、大きなヒゲ板では端に達することなく終わる細管もみられる。細管中空部の内部は、近位（この場合基部すなわち口蓋に近い方）では乳頭で、遠位（基部から遠い方）では髄質で占められている。ホッキョククジラにおいては、細管層は被覆層に対して 2.7 倍（乾燥重量）というはるかに高いカルシウム含有量を示し、結晶性ヒドロキシアパタイトがランダムに分布していることが走査型電子顕微鏡 (SEM) による元素マッピングやX線回折の結果から判明している。

#### 細管
結合組織延長部から始まる乳頭は細管内部を非常に細長く伸長しており、ザトウクジラではヒゲ板のおよそ中央部ぐらいまで、シロナガスクジラではそれよりさらに伸びている。剛毛部と埋没部もあわせておよそ 1 m 長のヒゲ板ならば、伸長した乳頭の長さは 60 cm に達すると推定される。乳頭内には比較的大きく直線的な血管が数本走っており、酸素と栄養分がこれにより供給される。細管の乳頭に接する最も内側の薄い部分は完全に角化（ケラチン化）されておらず、よってこれを細管内層、その外側にある完全に角化した層を細管外層として区別することが可能である。細管内層は近位へは細管外層よりも伸びており、乳頭基部で他の細管内層と出会う。細管内層はここで最も厚いが、非常に薄い層として始まった細管外層と共に外へ向かうにつれ急速に内層は薄く外層は厚くなっていき、ヒゲ板が口蓋から萌出する部位にくるまでにその厚さは入れ替る。その後も細管内層は乳頭の周りを覆いつつ先端に向かい、長く伸びた乳頭の末端部より遠位の細管中空部を満たす髄質は、乳頭ではなくこの細管内層に由来すると考えられている。
各ヒゲ板の内縁にある剛毛を構成するのはこれらの細管である。ヒゲ板の遠位端が摩耗して内側に位置していた細管が露出し遊離することにより剛毛となり、これが濾過装置となる。主板だけでなく、主板と共に1単位のプレートを構成する複数の副板の遠位も細管が遊離して剛毛になっており、最後の副板の内側では口蓋から直接剛毛が萌出する。このことにより、クジラヒゲ列の舌側は剛毛の房で全面的に覆われる。

#### 被覆層
ヒゲ板両面を覆う被覆層は、細管と同じような平坦化した角化された細胞で構成される。細管ではそれらが乳頭を取り囲んで細管を形成するのと同じように、被覆層は平坦化した細胞が細管層を丸ごと取り囲んだものである。シロナガスクジラなどではこの細胞にも色素が存在する。前述のように、被覆層は細管層よりもさらに奧に陥入するが、その厚さは細管層が終わる所から徐々に薄くなっていき、結合組織板の基部まで至る。薄い角化部分と結合組織板の間には、乳頭を取り囲む細管内層と同じような構造の内層があり（ただしもっと大きい）、ここが被覆層の発生元となる。この内層は基部で最大であり、角化層が厚くなるのとおなじ割合で薄くなり、最終的には細管層と融合する。基部においてはヒゲ板の被覆層と隣接するヒゲ板被覆層との間は Zwischensubstanz によって充填され、ヒゲ板間の隙間を維持している。被覆層の内層は明確な境界なしに Zwischensubstanz の内層と癒合しており、ヒゲ板の被覆層が Zwischensubstanz によって形成されることが示唆される。

### 構成タンパク質
哺乳類では、毛・爪・皮膚などケラチン構造の主な成分はケラチンタンパク質とケラチン関連タンパク質 (KRTAP) からなる。毛では、ケラチンフィラメントは KRTAP で構成される基質に囲まれている。クジラ類ではケラチンと KRTAP をコードする遺伝子は陸生哺乳類に比べて大きく劣化しており、これは陸上生活から水生生活へ移行する際に体毛・蹄・皮膚の表皮バリアなどを失ったことと関係していると考えられる。クジラヒゲ試料から抽出したペプチドは KRT31 や KRT36 など毛ケラチンのアミノ酸配列と一致していることが判明しており、クジラヒゲ素材の合成にはクジラがかつて陸上動物だったときの遺伝子を別用途に再利用していることが示唆されている。

### 安定同位体比
自然界における炭素 (C) や窒素 (N) の安定同位体には、そのほとんどを占める 12C や 14N の他にそれぞれ微量の 13C と 15N が存在する。その天然存在比は一定ではなく、環境やそれが取り込まれる生物組織の種類などによって微妙に変動する。
血漿や筋肉など代謝が活発な組織は、数日から数ヶ月までの様々な速度で周囲の安定同位体を取り込み組織内の同位体比も周囲に応じて変化し同じ速度で更新されていく。しかしクジラヒゲは毛や爪と同じくケラチン質組織であり、形成された時点での生体内の同位体比をクジラヒゲ上の分画に保存したまま継続的に成長を続ける。そのため、クジラヒゲの組織サンプルを成長方向に沿って小刻みに採取し、その分画の安定同位体比の変動を調べてそのクジラの生前の行動や生態を調査する研究が多数行われている。
また、ヒゲクジラ類の δ15N値は1年周期で増減を繰り返すため、値のピークを示した分画から次のピークの分画までの成長軸沿長から、クジラヒゲの成長率を算定することが可能である。こういった成長率は個体によっても変異が大きいものの、Ruiz-Sagalés らによる2024年の研究ではアイスランドのナガスクジラにおけるヒゲ板年間成長率は 16.1 ± 2.5 cm/年 と推定され、Reiss らによる2019年の研究ではパタゴニアのイワシクジラの成長率を 10.0 ～ 16.5 cm/年 とした。他のヒゲクジラに関する調査でも、シロナガスクジラ（15.5 ± 2.2 cm/年）、ミンククジラ（12.9 cm/年）、ザトウクジラ（12.0 ～ 20.0 cm/年）などの種で平均成長率が推定されている。

## 発生
妊娠メスを捕獲した際に得られた胎児・胚標本の剖検から、クジラヒゲ発生に関して段階的な知見が得られている。

### 未萌出歯との置換

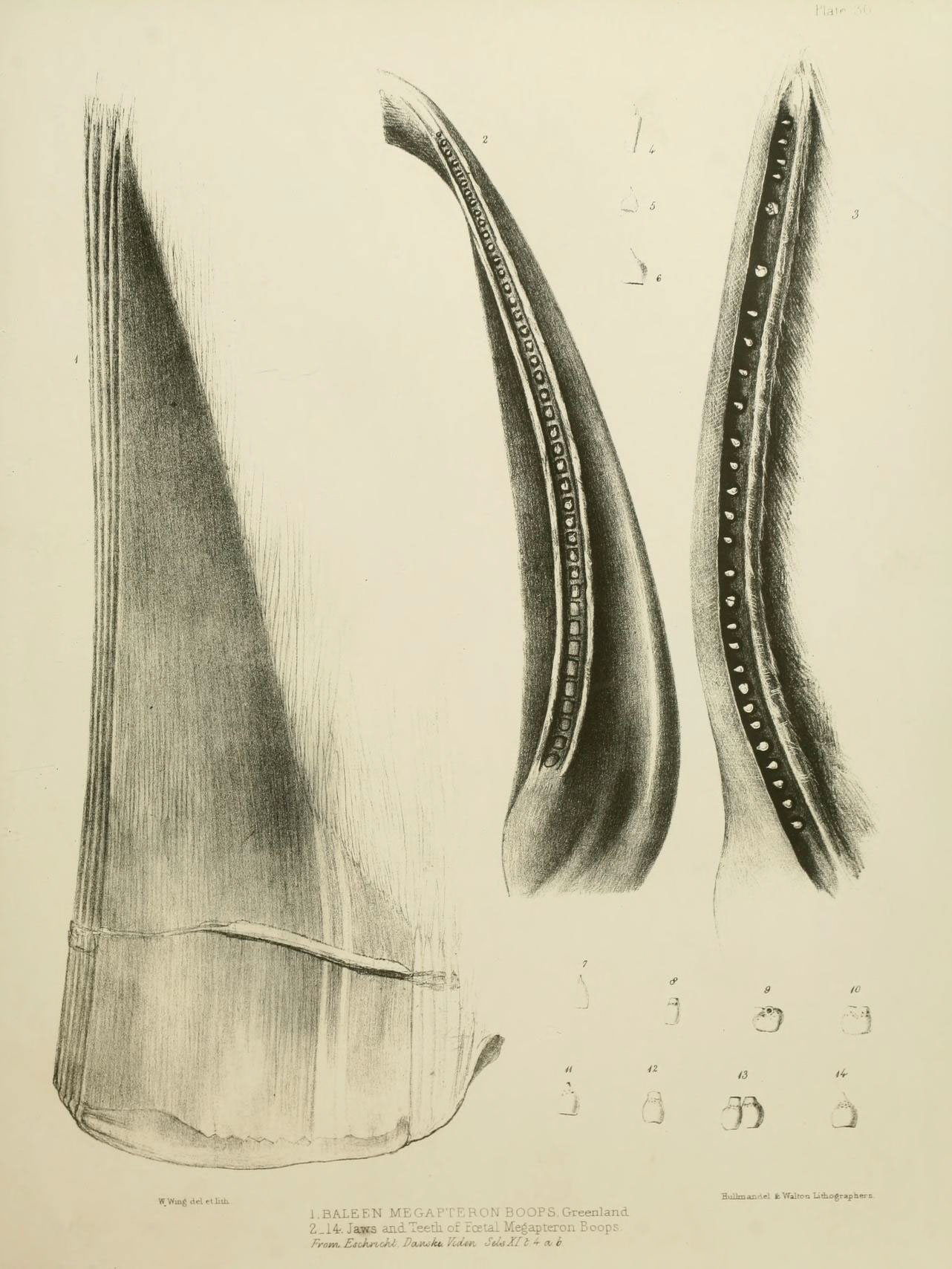
左：ザトウクジラ成体ヒゲ板、右：ザトウクジラ胎児の上下顎と未萌出歯のスケッチ

現生ヒゲクジラ類は全ての種が成体では完全に歯を失っているが、胎児においては発生の後段階で吸収されるものの歯列が現れる。クロミンククジラ（新生児体長 2.8 m）の観察例では、体長 80 cm 胎児では歯の形成が確認され、体長 100 cm 標本で歯数が最大で40個に達し、体長 182 cm 標本では歯が吸収されて消滅した。体長 145 cm 標本において、歯列は外側縁近くに直径 2 mm 、高さ 3 mm ほどの歯が 2-3 mm 間隔に並んでいた。
ミンククジラにおいては歯の原基は蕾状期、帽状期、鐘状期にまで発達するが、その後歯冠が形成されることなく破歯細胞とマクロファージによって吸収される。エナメル質に特異的なタンパク質であるエナメリン (ENAM) やアメロブラスチン (AMBN) をつくる遺伝子は、ヒゲクジラ類では偽遺伝子化して機能していない。
歯の再吸収と共にクジラヒゲの形成が開始され、時を同じくして口蓋の開放された歯槽溝の骨化が進み、神経（上歯槽神経）・血管が通る経路が栄養孔として取り残される。

### 結合組織の進入
シロナガスクジラ（新生児体長 7 m）について、体長がそれぞれ 1.2 m、3 m、4.55 m の胎児標本について顕微鏡観察を含めたクジラヒゲ発達が早くも19世紀に記録されている。
この中で最小である体長 1.2 m 胚では、まだクジラヒゲ発達の徴候は全く見られなかった。一方、3 m 胚では発達中のクジラヒゲは非常に明確だった。
クジラヒゲの発生は上顎唇側域の盛り上がった場所で開始される。結合組織からいくつもの円錐状の延長部がその上を覆う上皮組織に食い込んでいく。円錐は外側・前方に斜めに向かう列をなして何列も並んでいる。円錐状延長部群の最も唇側には、横方向に伸びた垂直な結合組織板が起こり、これが成体での結合組織板の基となる。胚の発生したばかりの結合組織板は、内側（舌側）へは隣接する円錐状延長部を取りこみながら成長していく。
円錐の取り込みは、結合組織板と円錐部の間の組織が同じ高さまで盛り上がって来ることによって行われる。この時、取りこまれる円錐は結合組織板の伸びる方向、すなわち体軸に対して直交する方向の物となるので、円錐列が斜めであるのに対し結合組織板は真横に伸びていく。同時に結合組織板は外側（唇側）方向へも成長してその基部を広げる。円錐列の最も外側のものが融合されていく一方で、円錐列の内側・後方へは列が続いて拡大していき、隆起部も大型化していく。

### 上皮組織の変化
結合組織板や結合組織円錐はその上を覆う肥厚した上皮組織を突き破ることはなく、板や円錐では乳頭が現れ伸長を始めると上皮組織に変化が起きる。肥厚した上皮組織の断面を観察すると、体長 3 m 胚の段階でも結合組織先端に伸長した乳頭が確認でき、細管も形成され始めている。最長の乳頭の周辺細胞は平坦化していき、細管が形成され始める。形成された細管は乳頭上を推し進められ、乳頭先端部で上皮細胞により中空部が充填される。この段階では、ヒゲ板の被覆層はまだ現れていない。
体長 4.55 m の胚では上皮組織の中にヒゲ板が持ち上がり始める。結合組織板上に現れた横行板（後の主板基部）は、登場直後から円錐より高く成長する。この急速な成長はクジラヒゲ外側での上皮構造の著しい発達と自身を構成する細管の急速な成長に起因する。この頃すでに板と円錐の剛毛への分離が始まる。発達がより進んでいるのは板の方だが、先に分解が始まるのは円錐の方である。ただし分解するのは最大の（すなわち板に最も近い）円錐のみである。
細管の束は細管間物質で纏められているが、細管間物質を構成する細胞は細管細胞とは異なり、平坦化・薄層化していない。成体では細管の剛毛への遊離は舌などとの摩擦による摩耗に因るものとされている一方、胚での剛毛への遊離は細管間細胞が徐々に破壊されるという事実に基づいているが、胎内での舌との摩擦による可能性は排除されていない。剛毛は最初現れる時には纏まっていてその後に分離するという見解は、剛毛が上皮構造からある程度出てきた後でも繋がったままであるという事実により裏付けられる。
体長 175 cm のクロミンククジラ胎児で観察される限りでは、ヒゲ板の形成は上顎の後方 1/4 あたりから開始し、そこから前方と最後方へと進行していく。

### 組織的起源

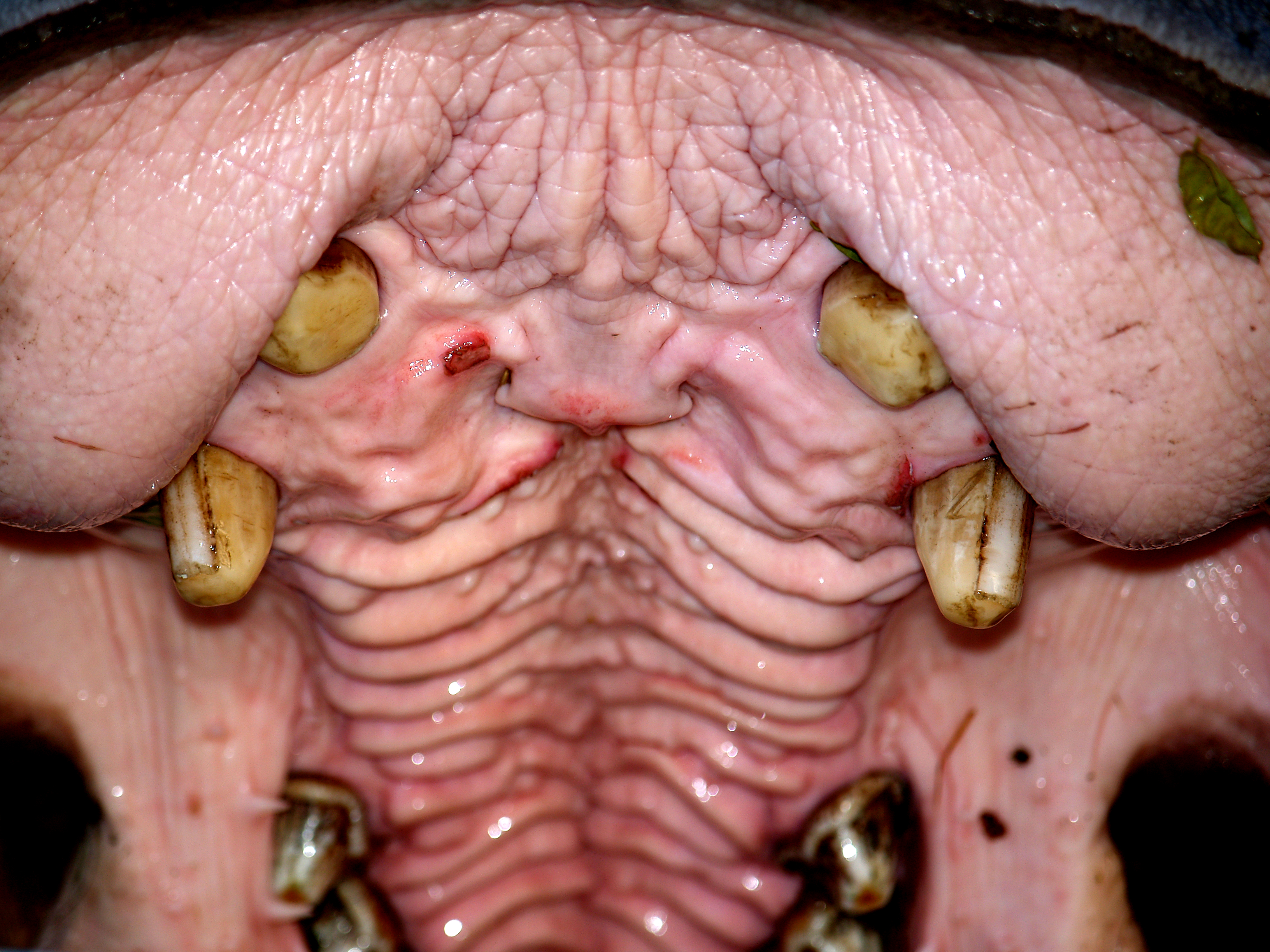
カバ口蓋の横口蓋褶

クジラヒゲが何から発達してきたかについては、多くの文献で陸上哺乳類の口蓋に見られる横口蓋褶 (transverse palatal ridge) に由来するとされている。横口蓋褶は角化上皮を持ち、口中での食物の処理に役立つため有蹄類や食肉類では大部分のものに高度に発達している。これはクジラヒゲとの形態学的類似性を持つものの、最初の提唱者についての不明を澤村(2008)は書き記している。横口蓋褶を起源とする説は少なくともキュヴィエにまで遡りその他多くの研究者の同意を得てきたが、1849年にデンマークの動物学者デーニエル・フレズレク・エシュリクト (Daniel Frederik Eschricht) はヒゲクジラにおける通常の口蓋は左右のクジラヒゲが生えている領域に挟まれた中央部分表面のみで、クジラヒゲ領域は新たに追加されたものであるという説を発表した。しかし1912年オーストリアのルートヴィヒ・フロイント (Ludwig Freund) はこの見解を検討し、キュヴィエと同じくクジラヒゲは通常の口蓋表面の皺と見なすべきであると結論づけた。
そして時代は21世紀に入り、改めてクジラヒゲの横口蓋褶起源説を疑問視し否定的見解を示す説が出されている。これまで記述してきたように、クジラヒゲの原基となる部分は上顎の唇側縁から発生している。この領域は歯槽堤と呼ばれる上歯槽神経の支配を受ける部分で、歯槽堤は後に歯や歯周組織（歯肉・歯周靱帯・歯槽骨）となる原基である。一方で、口蓋粘膜下には大口蓋神経と血管系が後方から前・前外方に分散するが、それら神経や血管は歯槽堤には進入しない。現在ほど特殊化が進んでいないヒゲクジラ頭骨化石記録からみても、クジラヒゲは上顎骨歯槽突起に植立するとみなすことができることから、歯周組織の上皮と相同であるとの判定が可能である。よってクジラヒゲは口蓋ではなく歯周組織に由来しおそらくは歯肉に相同する、と主張される。

## 進化

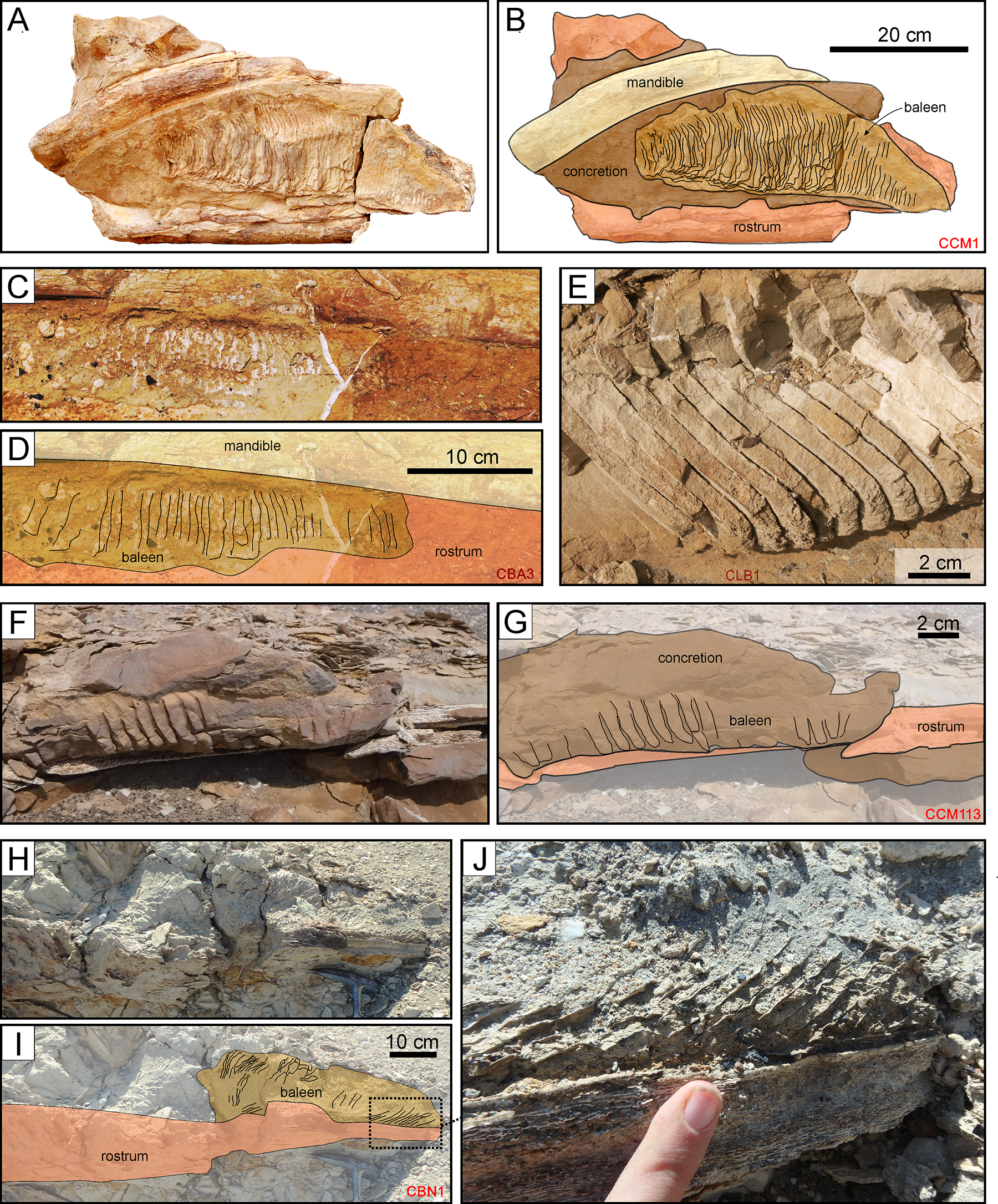
Pisco 累層の良好な化石化環境で保存されたクジラヒゲ化石

ヒゲクジラ類は最初からクジラヒゲを備えていたわけではない。クジラヒゲは明らかに大量濾過摂食に対する適応であるので、クジラヒゲの進化はヒゲクジラ類の摂食様式の変化に大きく関係している。
初期のヒゲクジラ類は当然ながらクジラヒゲではなく歯を持っていた。1966年に古鯨類として記載されたアエティオケトゥス (Aetiocetus) はその2年後にヒゲクジラ類であるとされ、歯のあるヒゲクジラの存在が広く認識されるようになった。有歯ヒゲクジラ類の中には現生のヒゲクジラ類が行う大量濾過摂食を行っていたとは考えられていないものもいる。オーストラリア上部漸新統産のジャンジュケトゥス (Janjucetus) は歯列や体の他の特徴から見ても比較的小型で活発な捕食者であり、大型の魚類（サメなど）や他のクジラ類をも捕食していたと考えられている。

### 歯による濾過摂食
現生のカニクイアザラシはその名に反してカニはほとんど食べず、食事の 94% を占めるのはナンキョクオキアミである。カニクイアザラシの歯は尖頭が多数でそれが複雑に発達し、かみ合わせたときに多くの隙間ができる。その多尖頭な頬歯を用いてオキアミを海水から濾し取る濾過摂食を行っている。
化石ヒゲクジラ類においても、クジラヒゲを持つ以前の濾過摂食として同様の摂食が想定された。例として、サウスカロライナ州漸新統産の有歯ヒゲクジラ類 Coronodon は、カニクイアザラシと同様の多尖頭な頬歯を持っており、濾過摂食の機構が再現されている。上下顎を少し開いた時に上下頬歯の間に菱形の隙間が頬歯の多尖頭縁で形成され、この間隙から水が排出され餌生物が多尖頭縁に保持されると想定された。咬耗ではなく濾過中の餌生物との間にできたと考えられる摩耗もこの摂食を支持するものと考えられている。

### クジラヒゲの痕跡
クジラヒゲの材質はあくまで軟組織すなわちケラチン質であるため、通常は化石には残らないのが一般的である。しかし、非常に良い条件の下であれば化石として残ることもあり、一部のラーガーシュテッテでは珪藻土シルトや炭酸塩コンクリーションのなかに時として細管などの微細構造と共に保存されている。ペルーの上部中新統である Pisco 累層から発見された Piscobalaena のクジラヒゲ化石からは、鉱物化して保存された細管間構造が電子顕微鏡によって確認された。このクジラヒゲの細管密度などの特徴は、現生ヒゲクジラ類においてカイアシ類など小型プランクトンを食べる濾し取り型のクジラヒゲの典型であると記述されている。ただし濾し取り型のクジラヒゲは長大である傾向をもつ一方で、そのヒゲ板の長さはコセミクジラよりもずっと短く、表形分類学的に類似している別のケトテリウム科クジラは胃内容物からイワシ類を食べていたと推測されている。

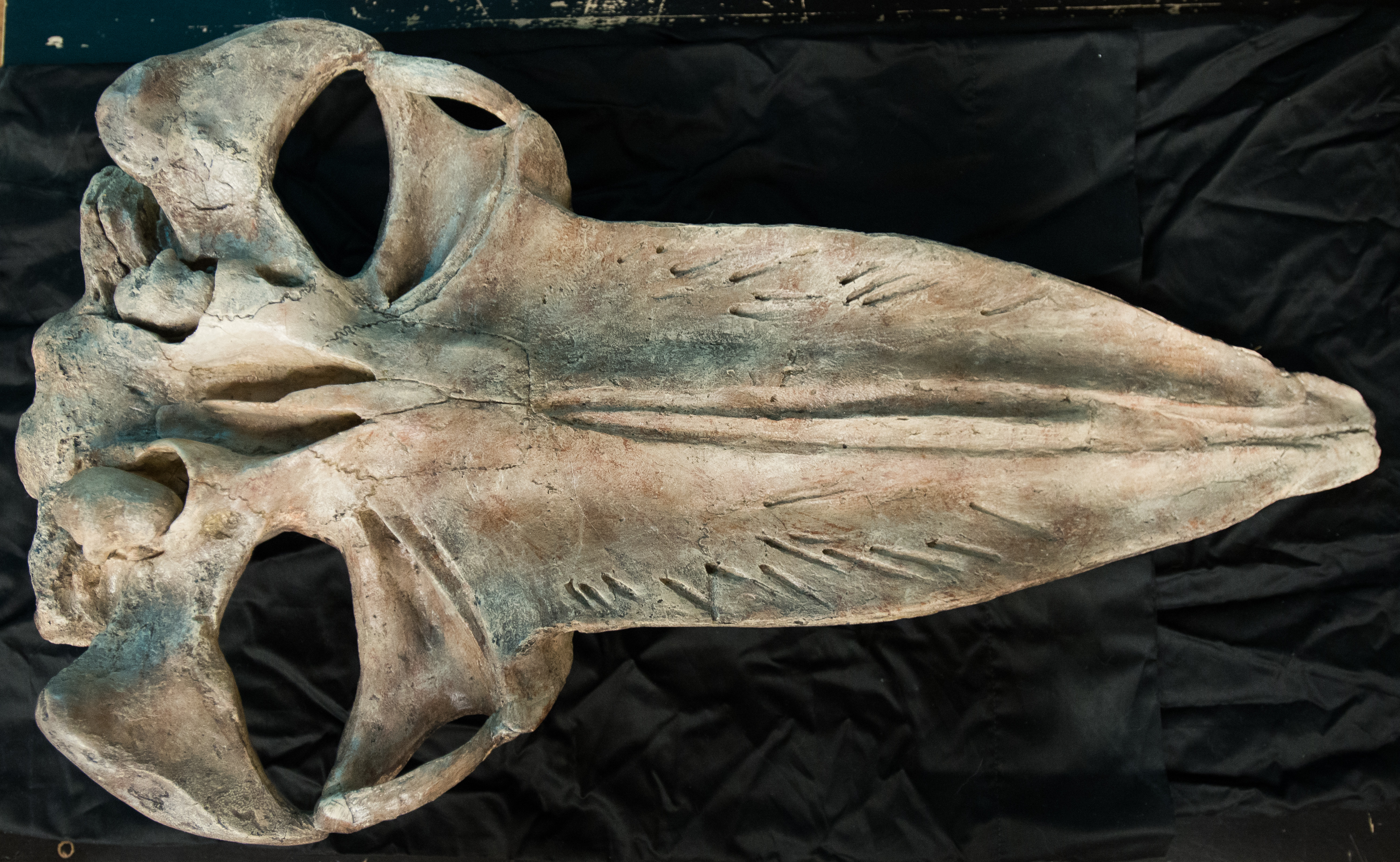
中新世の化石ヒゲクジラ、ディオロケトゥスの頭骨。口蓋部（右側）に見える何本もの線が栄養孔とそれに連なる溝

ほとんどの化石ではそのような良好な保存状態は期待できないため、化石記録上に残るクジラヒゲ保持の証拠として扱われてきたのが、上顎に残る栄養孔 (nutrient foramen, pl.foramina) の存在である。発生の節で見たように、現生ヒゲクジラ類ではクジラヒゲを発生させる歯周組織へ向かう血管（上歯槽動脈）と神経（上歯槽神経）が貫通する孔が栄養孔として観察できる。これは既にある血管/神経を避けるように骨化が進んでいく結果として形成されるものなので、栄養孔の遠位には上顎側だけ骨化した血管跡が細い溝 (栄養溝、nutrient sulcus, pl.sulci) として孔に続く。栄養孔もそれに続く溝もハクジラ類・古鯨類には見られない。上歯槽動脈によって補給された栄養によってクジラヒゲの継続的な成長が維持されるため、栄養孔はクジラヒゲを持ったヒゲクジラ類特有の新形質であると考えられる。
2008年に Deméré らはクジラヒゲは持たない有歯ヒゲクジラ類だとされていた漸新世アエティオケトゥス科クジラの数種に栄養孔が存在することを報告した。いくつかは全体像がわかるほど状態が良くはなかったが、左歯骨と基質泥岩を取り除いた Aetiocetus weltoni 模式標本の左口蓋の観察からは良好な保存状態の栄養孔とそれに繋がる溝が観察できた。CからM2（犬歯から第2大臼歯）間の歯列の少し内側に8個の栄養孔が並び、各栄養孔から続く溝の走る方向から判断できる口蓋部血管配置は、各種無歯ヒゲクジラ類との比較においてナガスクジラ科と化石ケトテリウム科のものに最も似ていると判断された。その後この標本はCTスキャンによる調査を受け、口蓋に現れていた栄養孔と歯槽からの歯管の両方とも上歯槽管に接続していることが確かめられている。

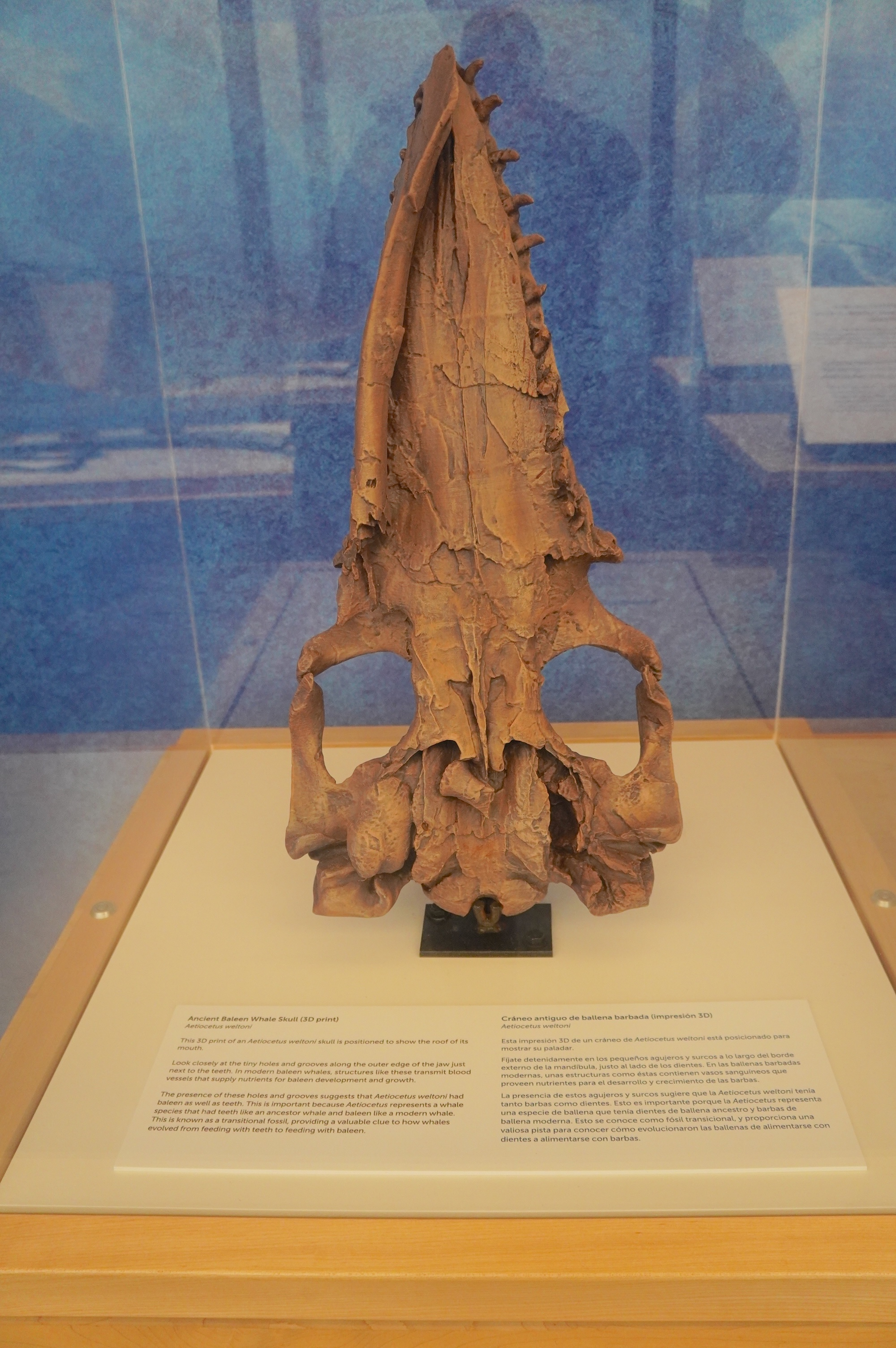
栄養孔が確認された Aetiocetus weltoni 頭骨化石のレプリカ

アエティオケトゥスに歯と栄養孔が存在していたことから、祖先的な歯を用いた捕食から現生ヒゲクジラ類のクジラヒゲを用いた濾過摂食の段階的移行過程として、歯と原始的なクジラヒゲを併用して1匹1匹の獲物を捕らえるときには歯列を使い、より小型の獲物を捕らえるときにはクジラヒゲを使っていたというモデルが考えられた。そのクジラヒゲはおそらく原始的なもので、外観節・組織学節で述べたような現生種が持つ発達した構造や組織ではなく、遊離した細管からなる単純な剛毛の小さな束が並んでいるだけだったかもしれない。アエティオケトゥスにおいては上顎歯列の広い歯隙に存在する細管束が、少しだけ顎を開いた際に下顎歯列との間に原始的な濾過装置を形成した可能性がある。
Deméré が栄養孔を持つ有歯ヒゲクジラ類標本の1つとして言及していた足寄動物化石博物館標本 (AMP14) は発見後の剖出処理が終了した結果、より詳細な形態学的検討が可能となった。アエティオケトゥス科のモラワノケトゥス (Morawanocetus) であると同定されたその化石は、円錐形の前方歯と多尖頭の後方歯をもつ異形歯性で、3.1.4.3 の有胎盤類基本歯式を保持していた。頬歯列から少し内側の上顎骨腹側面には前後方向に凹部が連なり、その底部には数 mm 間隔で直径 1.5 mm ほどの栄養孔が並んでいた。現生ヒゲクジラ類頭骨の口蓋部には、前方では腹側面全幅・後方では外側半に前端から後端まで同様の凹部が連続しており、この部分にクジラヒゲが付着している。モラワノケトゥスの凹部もクジラヒゲの付着痕と考えられ、モラワノケトゥスは異形歯列（これはヒゲクジラ類としては基盤的形質である）の後半内側にクジラヒゲを持つとして復元された。
現生ヒゲクジラ類で口裂の後半にのみクジラヒゲを持つ種は存在せず、そのようなクジラヒゲの配置がどれだけ機能的であるかを現生種に即して推定することはできない。しかし、化石クジラ類では後半部のみにクジラヒゲを持つと考えられているクジラがモラワノケトゥス以外にも存在し（Waharoa、Piscobalaena ）、かつそれらは別の科に属する（それぞれ、モラワノケトゥスはアエティオケトゥス科・Waharoa はエオミスティケトゥス科・Piscobalaena はケトテリウム科とされる）。

#### 歯/ヒゲ共存に対する反論
上記のような、歯による捕食と濾過摂食の併用から大量濾過摂食へ進んでいったというシナリオに対して、疑念を示す意見もある。上顎の歯列とクジラヒゲは機構的にその機能が両立し得ないというのがその反論の根本となる。単純化して言えばすなわち、機能的な頬歯列のそんなすぐ近辺にクジラヒゲ列があったならば、咬合するたびにクジラヒゲは頬歯切断縁によって損傷を受けていたであろう、よってそもそもそこにクジラヒゲは存在したはずはない、という主張である。
よってこの説では【捕食】→【捕食/濾過摂食】→【濾過摂食】という筋道ではなく、【捕食】→【捕食/吸引摂食】→【吸引摂食】→【濾過摂食】という段階を経ると考え、濾過摂食に必要なクジラヒゲの登場は前説よりもかなり後であるとする。吸引摂食はハタなどの条鰭類やアカボウクジラ類など現生ハクジラ類にもしばしば見られる摂食方で、咽頭や口腔を急激に拡張させ発生した負圧により獲物を口内に吸い込んでしまう方法である（クジラ類の場合、口腔内の海水は飲み込まずに排出する）。吸引摂食では捕獲のための歯列は必ずしも重要ではないので、クジラヒゲ発達以前に歯列が退化した可能性もある。栄養孔はこれまでクジラヒゲ存在の証拠とされていたが、それが示すのはあくまで歯周組織への栄養補給であり、クジラヒゲが存在しないとすればそれは拡大した歯肉を維持するために用いられたと考えられ、栄養溝が発達しているにもかかわらずクジラヒゲの存在を考えにくい標本の存在も報告された（ただしその標本の解釈には異論もある）。加えてハクジラ類や古鯨類、さらに陸生偶蹄類にも現生ヒゲクジラ類の栄養孔と相同と見られる孔の存在が確認できるという報告もなされている。
また、Coronodon について考えられた歯のみの段階での濾過摂食モデルに対しても、歯の各部形状を数値化した多変量解析をしてみると、Coronodon は歯による濾過食をする現生アザラシ類ではなく、他の化石有歯クジラ類と共に現生陸生哺乳類や現生非濾過食鰭脚類と同じグループに分けられるという結果がでた。
これらの主張に対する再反論も行われたが、いずれにせよクジラヒゲの進化（ひいてはヒゲクジラ類の摂食方法の進化）についてはいまだ多くの議論が存在している状態であり、栄養孔以上に確実性の高いクジラヒゲ存在の証拠が切望されている。

### 体躯の巨大化

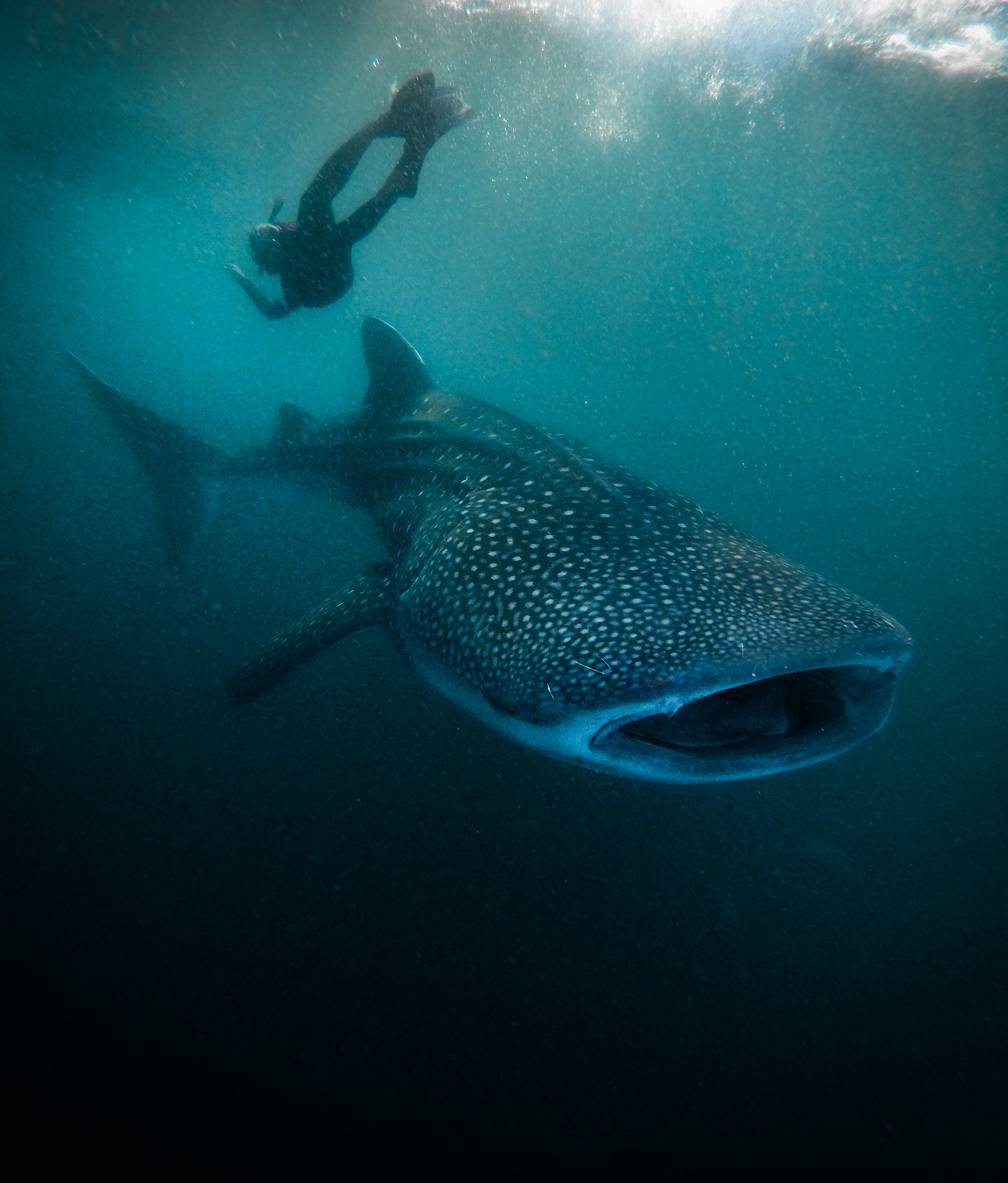
ジンベエザメ
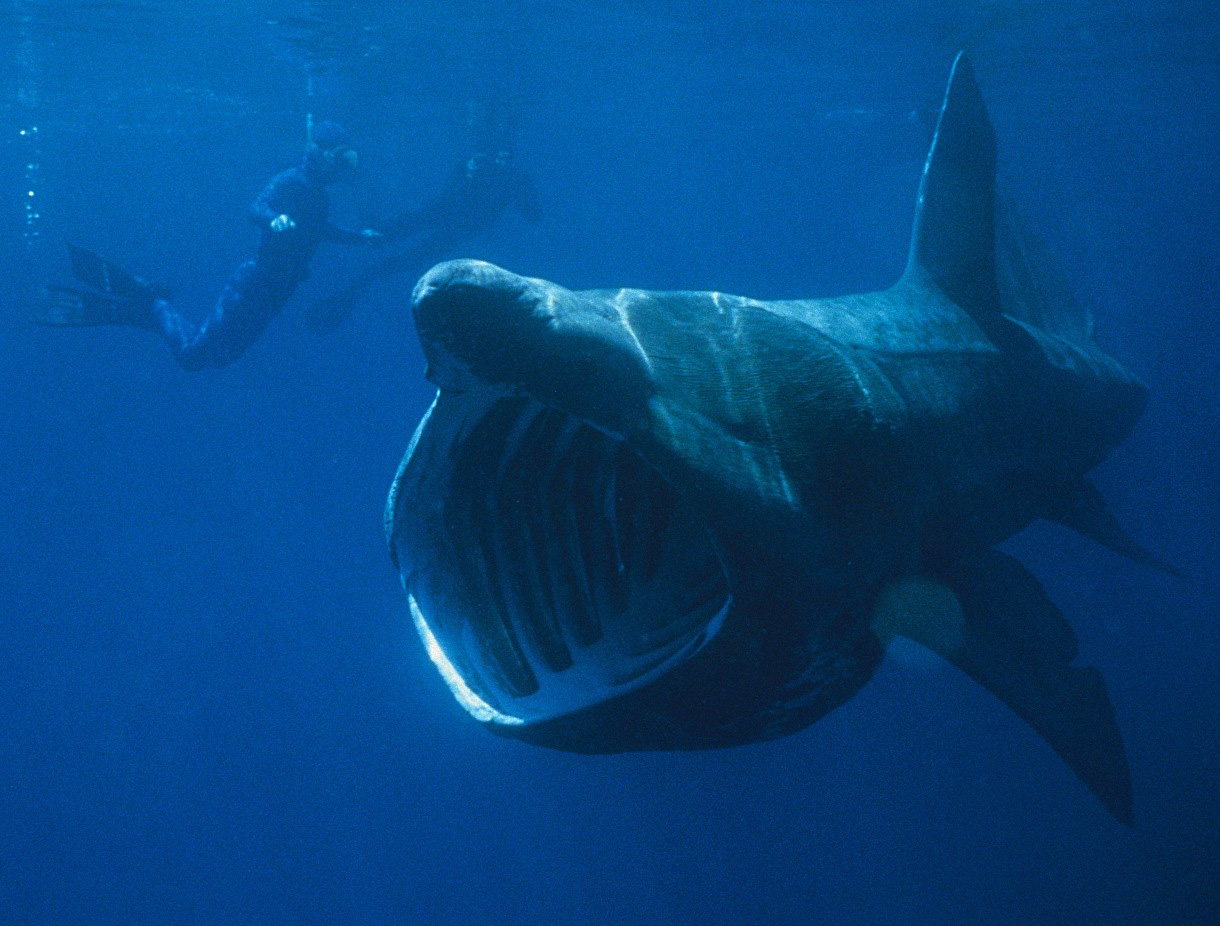
ウバザメ
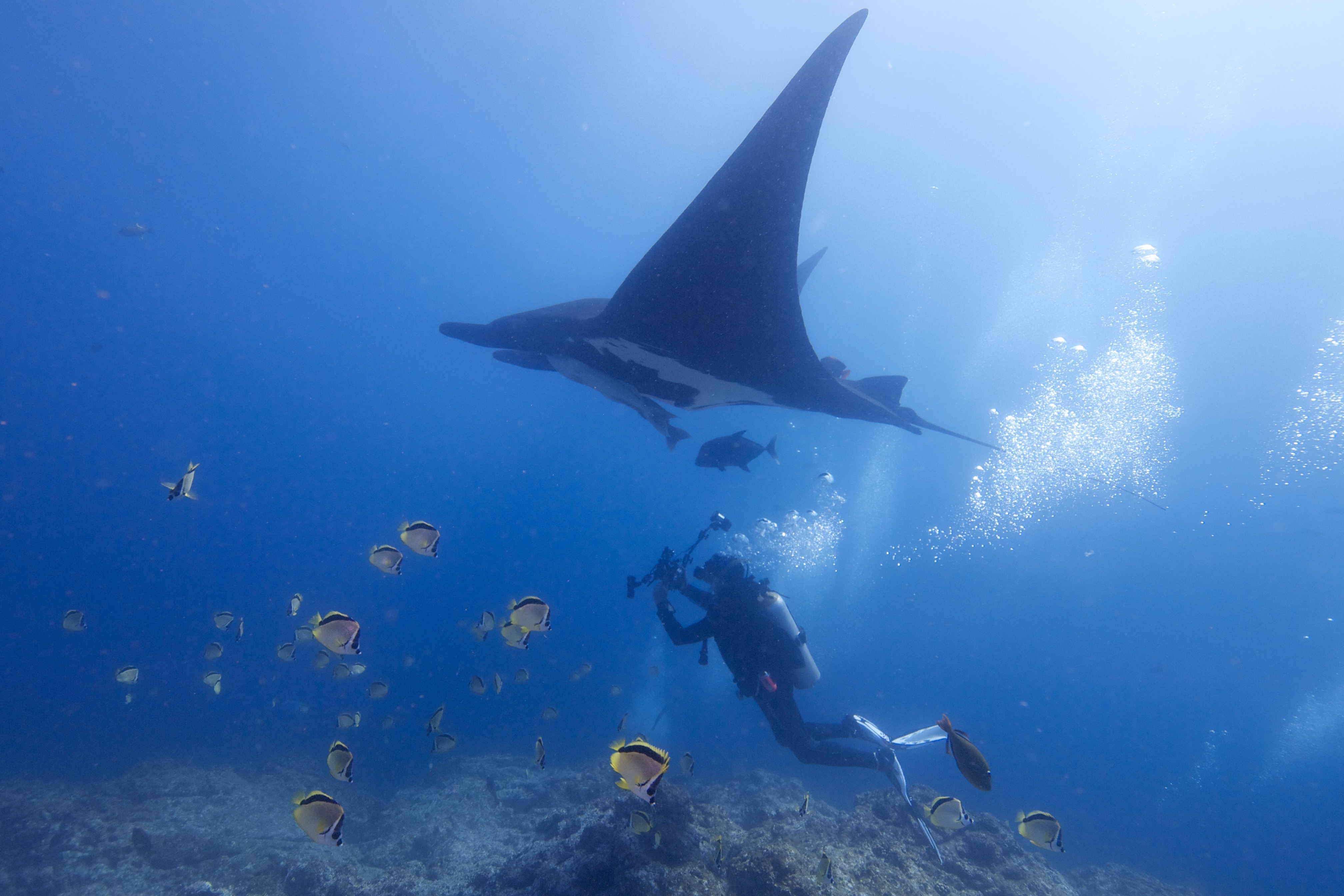
マンタ（オニイトマキエイ）
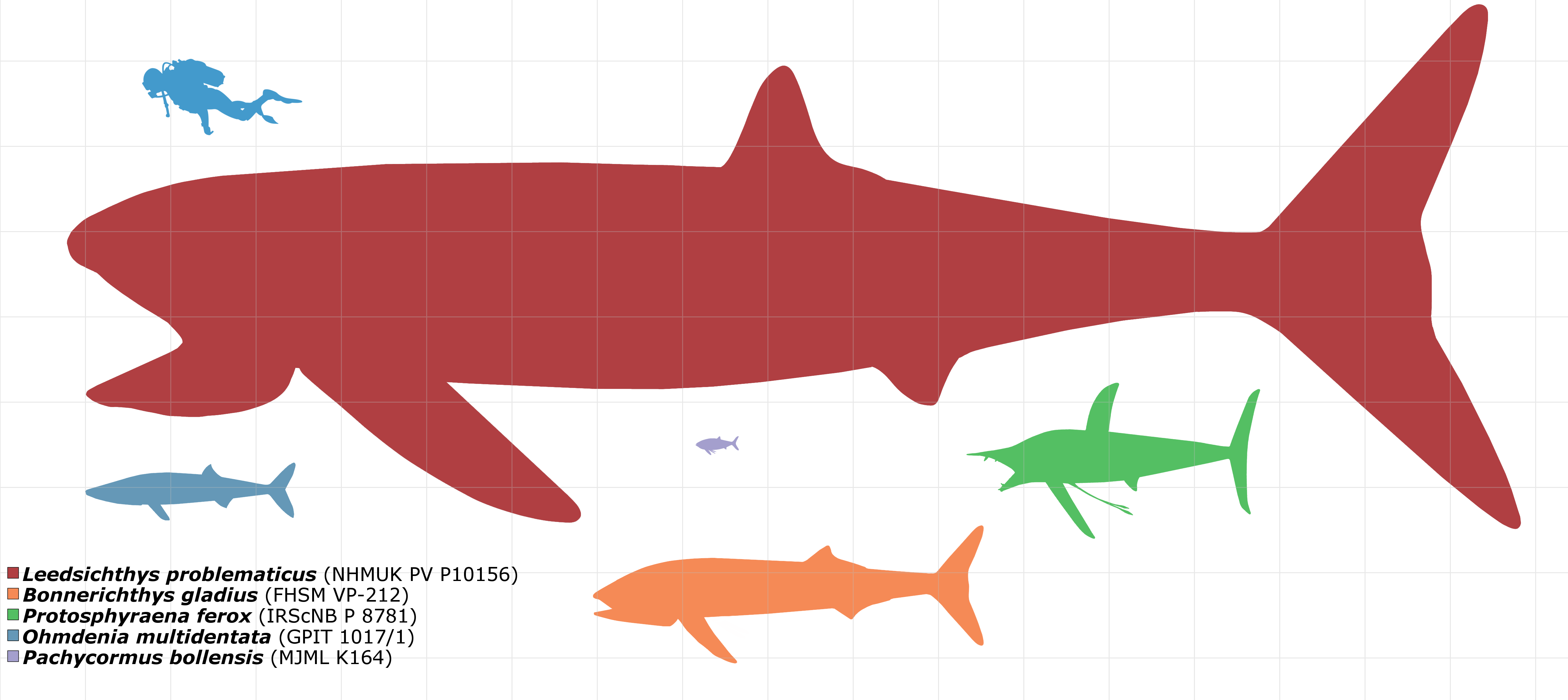
Pachycormiformes目の大きさ比較

シロナガスクジラを筆頭に、ヒゲクジラ類は既知の記録の中では地球史上最大級の動物である。これはクジラヒゲを用いたその食性と切り離して考えることはできない。ヒゲクジラ類以外にも濾過摂食に適応して進化したものは、脊椎動物の中で現生・化石種を問わずいくつもの系統に出現している。そして多くの場合、懸濁物濾過摂食を選択したグループはその系統の中で最大級の体サイズを獲得した。

エネルギー量で見た生態ピラミッド模式図。最下部の一次生産者からその上の各段階の消費者に移るごとにエネルギー総量が減少する。すなわちより低段階からエネルギーを得る方が大量のエネルギーを利用できる。

食物連鎖（食物網）においてある栄養段階に入ってくるエネルギーに比して次の栄養段階に受け渡されるエネルギーはほんの一部に過ぎない。これはもちろん入ってくるエネルギーのほとんどはその段階の生物が生活するために消費されるためであり、よって高次段階の消費者になるほど利用可能なエネルギー量は減少していく。濾過摂食で獲物とされるのは小型プランクトンなどであり、これは海の食物連鎖（食物網）では低次段階の消費者であるため、より高次段階の生物を餌とした場合よりさらに多くのエネルギーが利用可能となり、この高効率なエネルギー伝達により巨体を維持する頂点捕食者の存在を可能としていると考えられる。
ヒゲクジラ類の場合、その進化において南極環流の発生が関わっているという仮説がある。南極環流は南極大陸を囲むように流れる環流であり、これの成立が温暖域からの暖流到達を妨げた結果、南極大陸の陸上は寒冷化のため不毛の土地となった一方で、海域は無機塩類の巻き上げにより非常に高い生物生産性をもつことになった。南極海は珪藻の殻の主成分であるシリカ（二酸化珪素）の表面濃度が世界で最も高い海域であり、それは南極環流の影響によるものである。シリカのほとんどはその海域の珪藻の成長によって消費されるが珪藻は光合成を行う一次生産者であり、その海域の基礎生産量に大きな影響を与える。亜南極モード水の形でその海域から出る水は、硝酸塩などの他の栄養素を依然として高濃度で世界中の海域に供給しており、南緯30度以北の全球エクスポート生産の 75% を支えている。こうして南極環流はクジラなど大型頂点捕食者を維持する高い生物生産性の基盤となっていると考えられている。

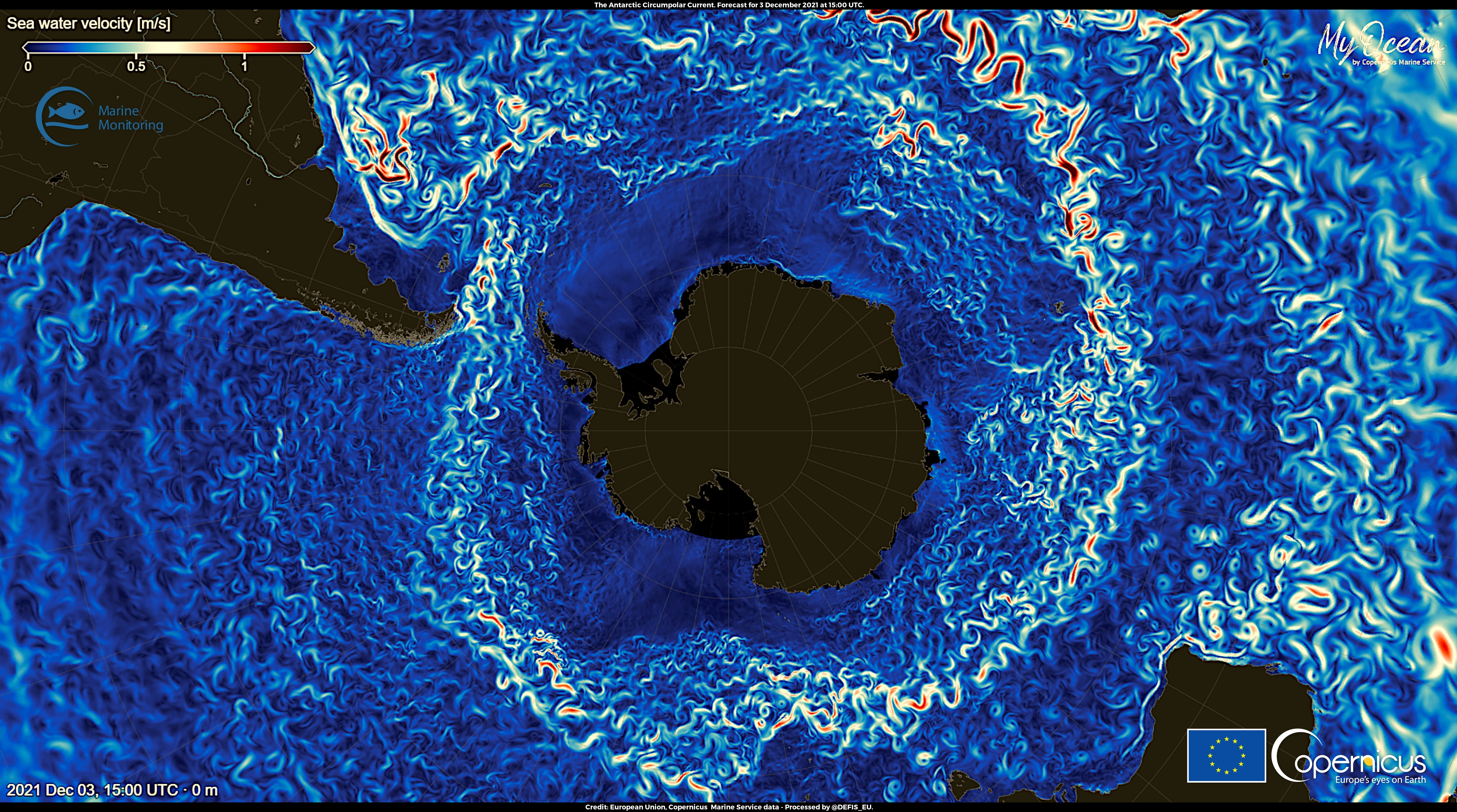
南極大陸を周回する南極環流。大陸移動により左上の南米大陸との間に水路ができたことで環流が可能となった。

大陸移動による南極大陸の南米大陸からの分離と南極環流が実際に確立された時期については未だ多くの議論があるがおよそ古第三紀のどこかであると推測されている。一方で、化石記録から新鯨類は漸新世との境界に近い始新世末期に出現しその後多様性を増したと考えられるが、この出現時期も古第三紀である。クジラ類の多様性の変化・珪藻類の多様性の変化・酸素の安定同位体である酸素18変動値（δ18O：大陸氷床量の指針となる）の時間変化を比較することにより、南極環流の形成と珪藻多様性の増加、クジラ類（とくにヒゲクジラ類）の多様性増加が連動している可能性が指摘されている。

## 人間による利用

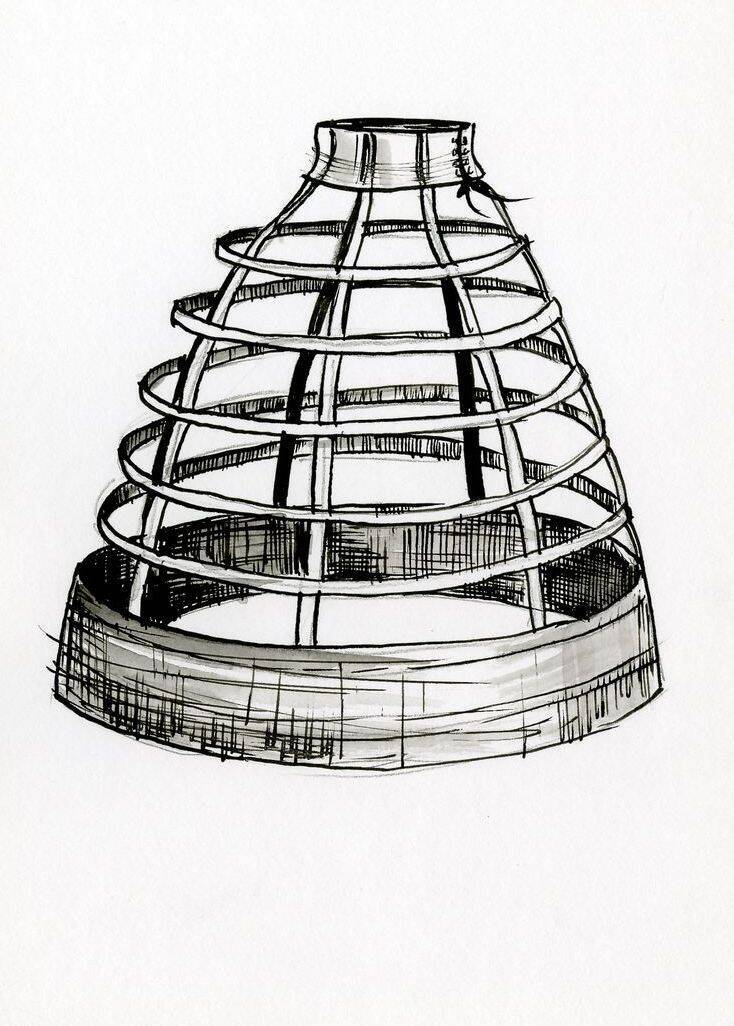
スカート外形を整える下着であるクリノリン。図の輪の部分にクジラヒゲや鋼線が使用された

クジラヒゲはプラスチック素材が無かった時代、その弾力性や柔軟性などから様々な用途に用いられてきた。また、熱を加えて変形させられる点、繊維に沿って細く裂くことができる点でも有効に活用されている。その弾力を生かして、乗馬鞭、傘の骨、下着のコルセット、ファージンゲールやパニエなどの骨組みに、加工の容易さからペーパーナイフ、スクリムショー（scrimshaw：船員による刻画や彫刻）などに利用された。
原始的な捕鯨は新石器時代に既に行われていたとされ、人が鯨を狩る岩刻画が銛や鯨の骨と共に7000年前と年代測定されている。先史時代の捕鯨の証拠はインドネシア、日本、北欧など世界中で発見されており、当時からクジラヒゲは肉・骨・脂肪とともに収集されていた。考古学的遺物としては、1500-600 年前のクジラヒゲサンプルがラブラドール地方から得られている。10世紀とも13世紀ともいわれるバスク地方の捕鯨開始以来、欧州の主要な捕鯨産物は鯨油とクジラヒゲだった。近代的な商業捕鯨が盛んになると、欧米でのクジラヒゲ素材の使用も興盛を迎え、18世紀と19世紀にそのピークを迎えることとなる。
日本では正倉院の宝物の中にクジラヒゲ製の如意が収蔵されているのが知られている。その後、江戸時代中期にクジラヒゲの加工技術が向上し、かんざし、茶托、耳かきなどもつくられている。柔軟性と弾力性を利用したものには、和竿の穂先やからくり細工のぜんまいやばね、珍しいところでは鵜飼いのツモソ（複数の鵜をさばく際に手綱が絡まりにくくするために鵜の首輪と手綱の間を仲介させる30 cm ほどの細棒）や、せせり（火縄銃の発射薬に点火させるための導火孔にたまった煤を掃除する道具）などがある。近代捕鯨がまだ盛んだった昭和30年代後半には、加工品の茶托や銘々皿の生産が月産3万枚に達する加工会社もあり、靴ベラ・ペーパーナイフへの加工には抜き型による大量生産も行われた。
細く裂いたクジラヒゲの利用としては、後述のからくり人形においては操作索として繊維状にしたクジラヒゲが用いられる。また19世紀の欧米においては、ブラシの毛材としての需要は別記のファッション業界での人気に次ぐものであった。そのような繊維状にしたクジラヒゲの加工過程に置いて発生する廃棄物ですら、ソファや椅子の詰め物として馬毛よりも好まれた。北極先住民の多様な糸材・紐材への応用は別節で詳しく述べる。
なお、バイオリン弓の毛やテニスラケットのガットにもクジラヒゲが使われていたというのは一部誤解に基づき、必ずしも真実ではない。バイオリンの弓でクジラヒゲを使うことがあるのは毛の部分ではなく（バイオリンの弓の毛には通常馬毛が用いられる）棹の根元で人差し指が当たる場所に巻かれる素材（ラッピング）であり、軟式テニスラケットのガットに使われていたのはクジラヒゲとは別の「千筋（）」と呼ばれたマッコウクジラの脳油器官を包む繊維組織の加工品である。バイオリン弓には今でもクジラヒゲ素材が使われることがあるが、テニスラケットのガットとしてのクジラ素材は雨に弱く切れやすいという欠点とプラスチック素材の発達により廃れていった。

### 北極圏先住民

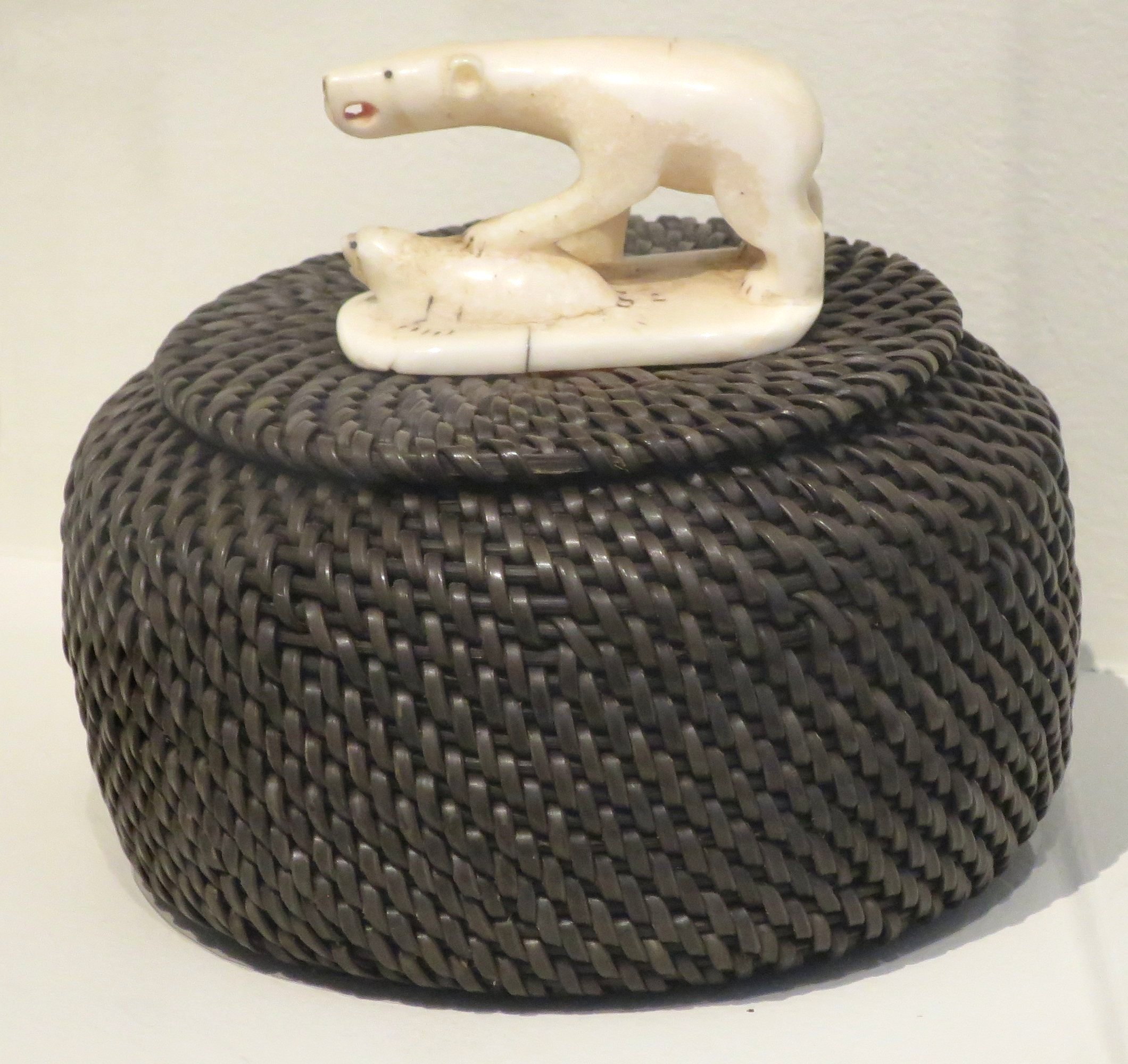
クジラヒゲを材料とした籠。 制作：George Omnik (1905-1978) 、所蔵：ホノルル美術館

北極圏の文化においては、西暦1000年ごろから捕鯨が生活様式の大きな部分を占めるようになり、カナダ北東部、アラスカなどでクジラヒゲが考古学的遺物からも発見されている。
北極圏の先住民はクジラヒゲの繊維から、釣り糸・縛り紐・網を作りだし、弓の弦や漁労用の梁への編み込み材に利用し、細くストラップ状にしたものは編んで敷物を作るのにも使われた。幅広で厚いヒゲはほぼ丸ごとそのままでトボガンなど橇のランナーに用いられ、長方形の板材にしたものを円・楕円の木製底の周りに側面として曲物のように巻いた容器も作られた。バケツやカップ、氷すくいなどの器もクジラヒゲから作りだされている。
加工を容易にするために、水・湯・沸騰水に浸すという軟化方法も知られており、さらには尿に長時間浸し、尿素の分解生成物であるアンモニアのアルカリによってペプチド結合を分解して一時的に柔軟性を持たせるという技術も確立していた。
その他に特筆すべき利用として、アラスカに住むアメリカ先住民のイヌピアットが工芸品として制作するクジラヒゲを材料とした籠細工がある。ただしこれは伝統文化としてそれほど古い歴史を持っているわけはない。この手工芸は20世紀初頭 (1914-1918) に観光客への販売を目的として作られ始めたため、北米先住民による最も新しい籠細工文化であるともいわれる。
北極圏文化においては「硬い素材」の加工は伝統的に男性の仕事であるとされており、それに従いクジラヒゲ素材の加工は男性が従事していた。その伝統は20世紀まで存続したため、欧米との接触後に産まれた新しい文化である上記の籠制作も当初の制作者は男性のみだったが、1970年代以降かつて男性の役割だった職業にも女性が進出してくるようになった。

### 服飾・装飾への利用

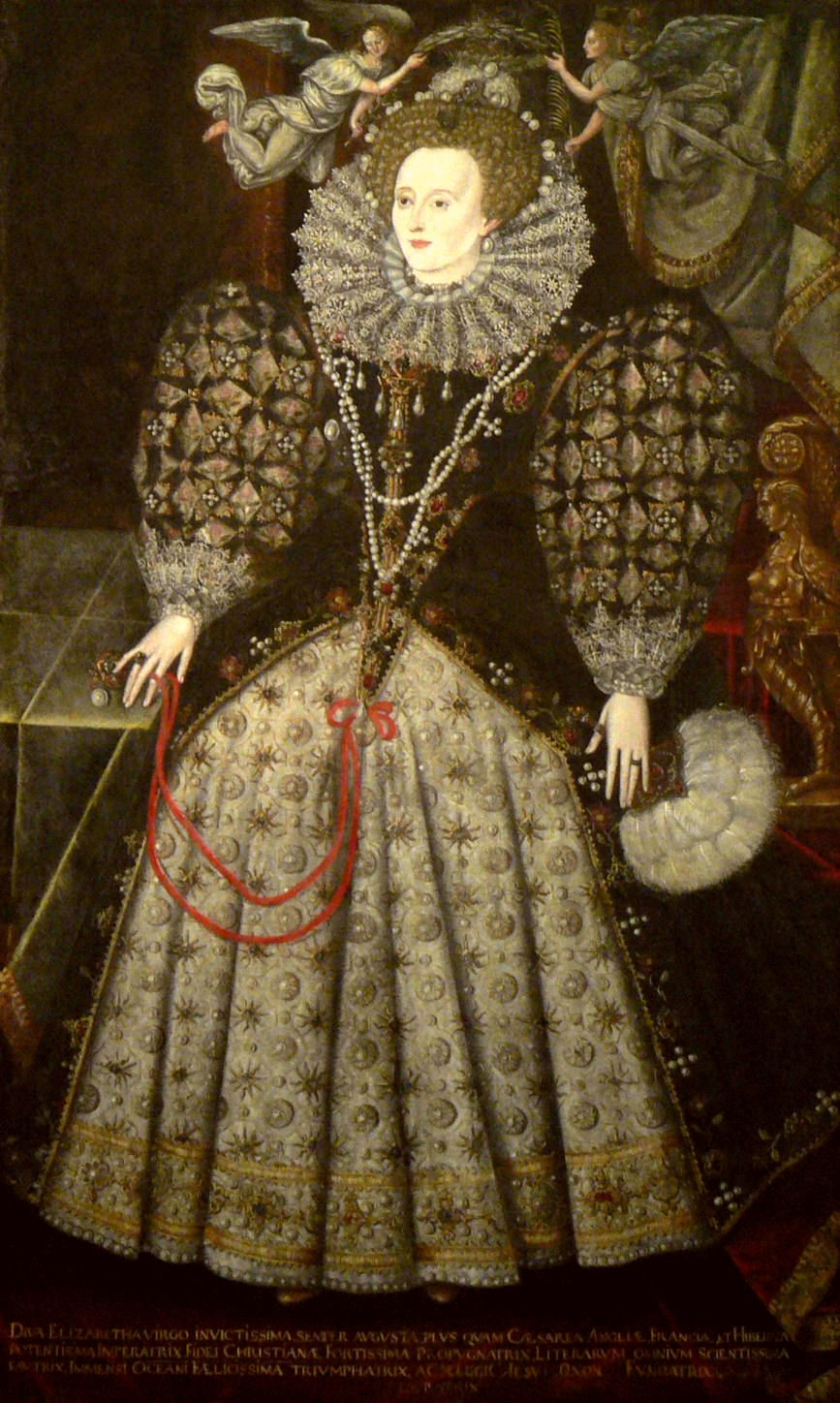
ファージンゲールで膨らませた衣装をつけたエリザベス1世

中世ヨーロッパの13世紀後半から15世紀にかけて、武具の袖や籠手、肩甲、剣、ベルトのバックル、馬上槍試合装具などにクジラヒゲが使用されていたらしいことがわかっている。16世紀になると、ヨーロッパの特権階級の間で膨らんだ袖・派手な上着・幅広く固められた襟などのファッションが流行していくことになるが、そのような外形をもつ衣服の制作を可能にしたのがクジラヒゲである可能性が指摘されている。
ファージンゲール (farthingale) は外形が広がるように女性がスカートの下につけた詰め物や枠状の構造である。かつて、ファージンゲールはベントグラス（コヌカグサ：牧草などにも用いられたイネ科植物）やロープ上にされた毛織物で作られ、場合によっては糊付けされた布によって補強される、というものであった。それが1580年以降クジラヒゲを用いたファージンゲールに改良されていったという記述がイングランド女王エリザベス1世の宮廷衣装記録に残されている。これは大陸でそれ以前に始まっていた変化（流行）が取り入れられたものだと考えられている。その後時代が下り、スカートを広げる役目がファージンゲールからパニエ（18世紀）、クリノリン（19世紀）と受け継がれていった際、その枠素材としてのクジラヒゲ使用も同様に受け継がれていった。

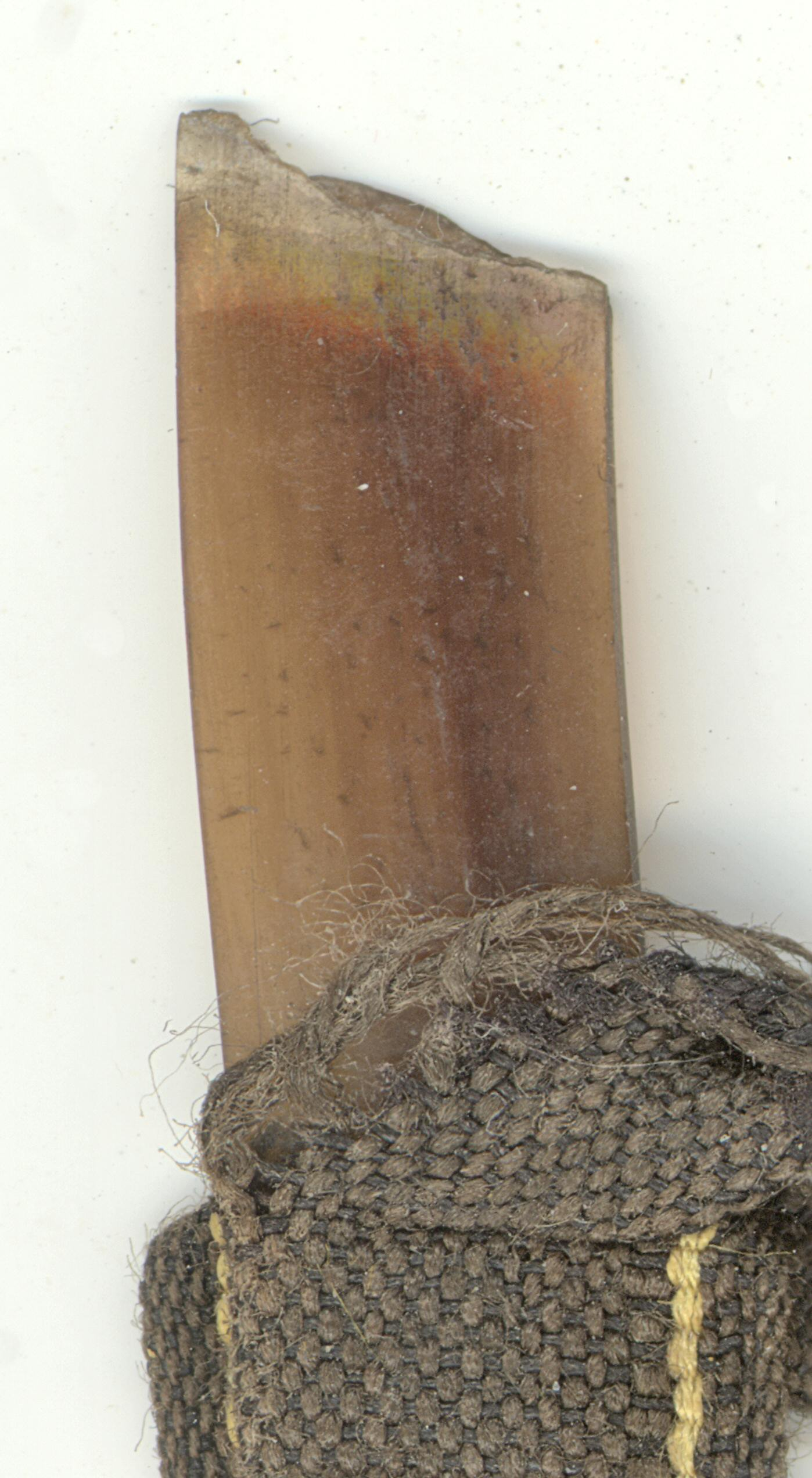
コルセットに縫い込まれたクジラヒゲ

エリザベス1世治世の最後の頃に、ファージンゲール・スリーブ (farthingale sleeve) とフレンチ・ボディ (French body) も登場した。ファージンゲール・スリーブは、スカートと同様に袖においても詰め物だけでなくクジラヒゲによって膨らませるという手法を用いたもので、スカートのファージンゲールと同じ技術が利用されたためその名が付けられた。この袖は形状を維持するために大量のクジラヒゲを要したらしく、1597年には「7組の袖の改造・補強のため、112ヤードのホエールボーン（クジラヒゲ）」が必要とされたという記録が残されている。もう一つのフレンチ・ボディは別名ホエールボーン・ボディ（フランス語で corps de baleine）とも呼ばれるクジラヒゲの細片で補強された袖無しの胴衣で、これが18世紀にはステイズ (stays) 、19世紀から20世紀にはコルセットと呼ばれる物に変化し現在に続いている。19世紀のカタログではクジラヒゲ製のコルセットボーンやステイバスク（staybusk：姿勢が前屈みにならないようにコルセットの前部に挿入される幅広で平たい硬素材）が宣伝されていた。こうした骨材としては、色が黒ではなくクリーム色のコククジラのヒゲが使用されることもあった。船員が家で待つ妻や恋人のために制作したステイバスクは精巧な彫刻を施されていることが多く、フォークアートとして博物館に収蔵されている物もある。
衣装の外形保存という点では日本でも同様に、裃の肩衣に張りを維持させるための骨材にクジラヒゲが用いられていたことが確認されている。女性の髪結の際にも、鉄線や柘植やクジラヒゲを素材として弓のように張った鬢差しが鬢を膨らませるために挿入されていた。また、兜の立物（兜に付く装飾。鍬形など）に使用された例もあり、日本刀の柄巻にも用いられていた。柄巻に加工されたクジラヒゲ細線は、断面が半円形で非常に均一な点から、何らかの引き抜き法のような技法で作成されたと推測されている。

### からくりへの応用

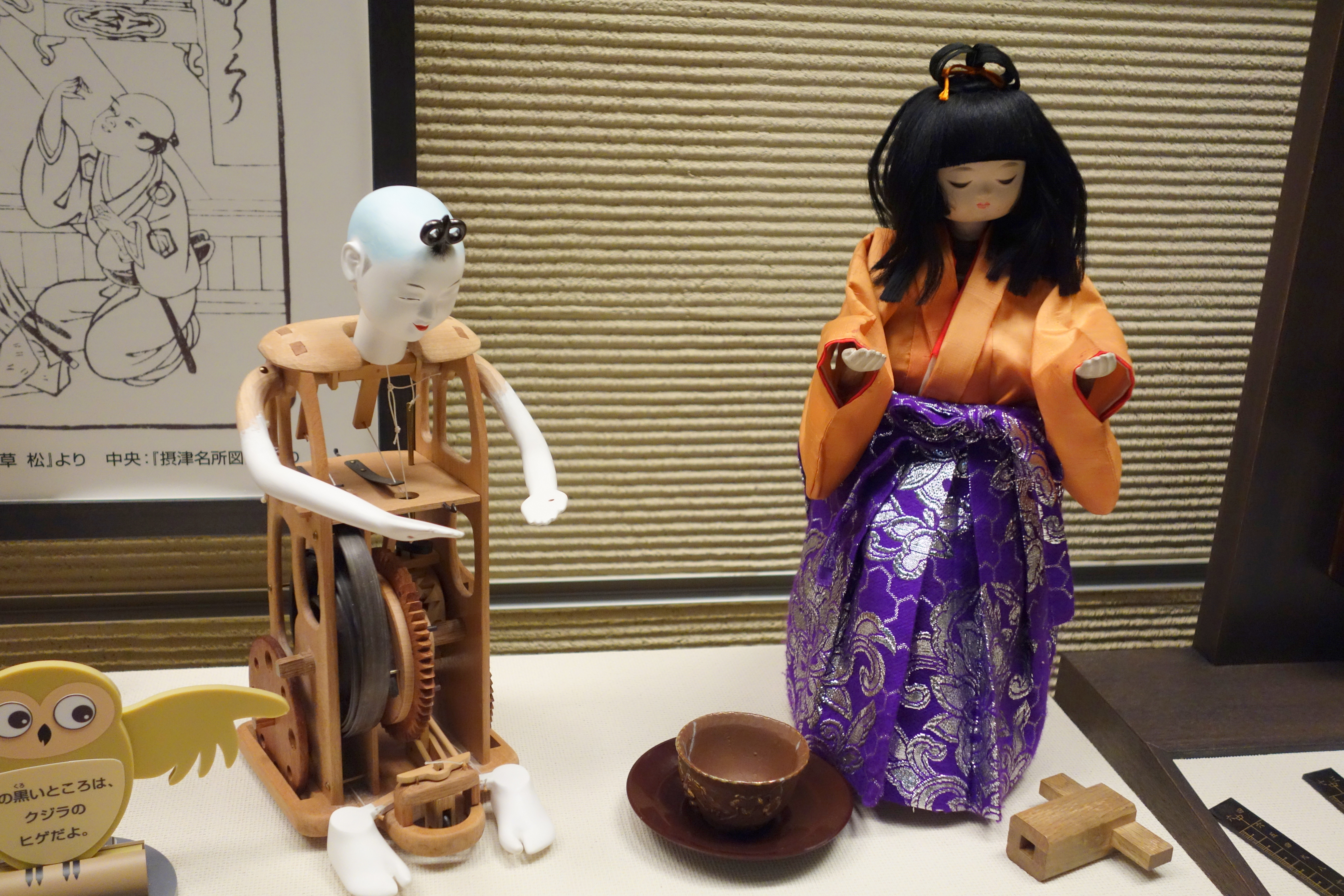
『機巧図彙』より複製された茶運び人形。内部構造を示す左人形下部にみえる黒いぜんまいがクジラヒゲ。国立科学博物館

日本においては伝統的なからくりにおいて、クジラヒゲがばね・ぜんまいの素材として使用されている。寛政8年（1796年）に刊行された『機巧図彙』には今も知られる茶運び人形などが詳細な構造図・設計図・ 部品図に加え、材質・寸法・組み立て方なども図解を付して掲載されているが、そのなかですでにぜんまいや索の素材としてクジラヒゲが指定されている。高さ 34 cm の茶運び人形枠下半分に収められる動力ぜんまいの材料としては、長さ四尺 (1.21 m)、巾五分 (1.5 cm)、厚さ六七厘 (2 mm)、とされている。江戸時代に発展した古式捕鯨により、天保年間にはセミクジラのクジラヒゲが国内に一般に出回り、入手が容易になったと推定されている。からくり人形におけるぜんまいの材料としては、当時制作難易度が高く入手が困難だった金属製の代用品として加工と入手の容易だったクジラヒゲが選ばれたのではないかと鈴木 (2009) は推定している。
文楽をはじめとして現代まで続く人形浄瑠璃の分野でも、クジラヒゲ素材は重要な位置を占める。かしらと呼ばれるこれらの人形の頭部には、視線移動・眉の上下・瞼の開閉・口の開閉・ガブと呼ばれる異形への変化、などが可能な仕組みを内包しているものがあり、その機構を制御するためにクジラヒゲから削りだした薄い板バネと、場合によっては操作索としてのクジラヒゲ繊維が用いられる。プラスチックや金属のバネと比較しても、動きの滑らかさや加工性の良さなどからセミクジラのものが最良とされる。近年ではセミクジラのヒゲを新規入手することが非常に難しいため他のクジラのヒゲで代用する例もあるが、国立文楽劇場では現在300以上保持しているかしらのために捕鯨船乗組員から寄贈されたヒゲを「今後数十年分」ストックすることで対処している。

### 機械的性質
金属（鋼）ぜんまいとヒゲぜんまいについてねじり試験が実行されその結果が比較された。ヒゲぜんまいの弾力は冬季に強く雨季・夏季に弱い、というように気温湿度の影響を受けることが知られており、このモーメント試験は室内温度が 28-30℃、湿度 70% の環境下で行われた。その結果、どちらもぜんまいを巻いていくにつれねじりモーメントが増大して、巻ききる直前にモーメントが急増して巻き終わりだとわかる。しかしその後の巻き戻りの際の挙動は異なり、鋼ぜんまいは巻き込みの時とほぼ同じグラフを描いて戻っていくが、ヒゲぜんまいは、同じねじり回転数の時でも巻き込みの際のほぼ半分のねじりモーメントでしか巻き戻らなかった。からくりを利用していることでは同じ和時計が金属フレームを採用しているのに対しからくり人形が木製なのは、動力となるぜんまいのパワー不足を本体の軽量化で補完したためであるという意見があり、動力の有用範囲の小ささがからくり人形制作の大きな制約の1つとなったという可能性が指摘されている。
クジラヒゲは構造上、機械的性質（弾性、破壊靱性）に明確な異方性を有している。ホッキョククジラのクジラヒゲ試料片から得られた数値では、縦方向の弾性係数が平均 270 MPa であるのに対し、横方向の弾性係数は平均 200 MPa であった。また、横方向に入った亀裂に対しては亀裂がほんの少し進んだだけで J積分値はピーク値（≒ 18 kJ/m2）に達し亀裂の伝播に対する優れた耐性を示す一方、縦方向に入った亀裂のJ積分値ははるかに低い値（2.0-2.5 kJ/m2）までにしか達しない。すなわち、横方向に入った亀裂はすぐに拡散を停止するのに対し縦方向の亀裂は容易に広がっていくという異方性がここでも示されている。この異方性はその細管が並ぶ構造に由来するものである。
この靱性の計測においては水和状態と乾燥状態での値にも差が見られ、前述の弾性における気象条件の影響と共に、水和が水-タンパク質間の相互作用によりケラチン質を柔軟化することが関係していると考えられている。別節でも述べたように種によっても素材としての性質に差があり、山崎 (1971) はばね素材としてセミクジラに及ばないとしてもイワシクジラ・ミンククジラは比較的良質、しかしナガスクジラは弾性が無く折れやすく熱にも弱く加工できない、と評している。